# George Mason
George Mason (también mencionado como George Mason IV; 30 de noviembrejul./ 11 de diciembre de 1725greg.-7 de octubre de 1792) fue un político y hacendado de Virginia delegado a la Convención Constitucional de 1787 y uno de tres representantes que rechazaron firmar la Constitución federal. Sus escritos han tenido una influencia significativa en el pensamiento y los acontecimientos políticos relacionados con la fundación de Estados Unidos, como secciones sustanciales de las resoluciones de Fairfax de 1774, la Declaración de Virginia de 1776 y sus Objeciones a esta Constitución de Gobierno (Objections to this Constitution of Government, 1787). La Declaración de Derechos de Virginia —de la que fue su principal autor— sirvió como base para la Carta de Derechos de los Estados Unidos, de la que es considerado su padre.
Nació en 1725, probablemente en lo que ahora es el condado de Fairfax (Virginia). Su padre murió cuando era joven y su madre administró las fincas de la familia hasta que su hijo alcanzó la mayoría de edad. Se casó en 1750, edificó la mansión Gunston Hall y vivió como escudero del condado supervisando sus tierras, familia y esclavos. Sirvió brevemente en la Cámara de Burgueses y se involucró en asuntos locales, algunas veces junto a su vecino George Washington. A medida que las tensiones entre la metrópoli y las colonias norteamericanas crecían, Mason simpatizó con la causa independentista y utilizó su conocimiento y experiencia para ayudar a los revolucionarios, encontró alternativas a la ley del sello de 1765 y sirvió en la Cuarta Convención de 1775 y la Quinta Convención de 1776 celebradas en Virginia.
En 1776 preparó el primer borrador de la Declaración de Derechos y sus palabras permanecieron en gran parte del texto aprobado por la Convención Revolucionaria de Virginia. Asimismo, redactó una constitución para ese estado. Thomas Jefferson y otros intentaron imponer sus ideas en la Convención, pero se toparon con que Mason contaba con mayor apoyo. Durante la guerra, Mason participó en la cámara baja de la Asamblea General de Virginia —la Cámara de Delegados—, pero, ante el enfado de Washington y otros, rechazó servir en el Congreso Continental en Filadelfia con la excusa de que tenía compromisos familiares y de salud.
Mason fue nombrado representante de su estado en la Convención Constitucional y viajó a Filadelfia, su único viaje de larga distancia fuera de Virginia. Muchas cláusulas en la Constitución federal llevan su sello, ya que participó activamente en la convención durante meses, antes de decidir que no iba a firmarlo. En sus Objeciones, argumentó la falta de una carta de derechos más preponderante, pero también su apoyo a la abolición del tráfico de esclavos y solicitó una supermayoría para las leyes de navegación, pues estas obligarían a los exportadores de tabaco a utilizar buques estadounidenses, más caros de costear que los extranjeros. Aunque no pudo convencer a sus colegas tanto de la Convención Constitucional de Filadelfia como de la Convención Ratificadora de Richmond de 1788, su lucha para una carta de derechos llevó a James Madison a presentar un borrador durante el primer Congreso de 1789, que fue ratificado en 1791 un año antes de que Mason muriera. Después de muchos años en el olvido, Mason ahora es reconocido por sus contribuciones a los Estados Unidos y Virginia.

## Ancestros y primeros años

Escudo de armas de George Mason

En el Reino de Gran Bretaña, su bisabuelo, George Mason I (1629-1686), había sido cavalier, pero, con la derrota militar de los realistas en la guerra civil, tuvo que huir a las colonias norteamericanas en los años 1640 y 1650. Era originario de Pershore, en el condado inglés de Worcestershire. En las colonias se estableció en lo que ahora es el condado de Stafford (Virginia), donde obtuvo terrenos como recompensa por traer a su gente a la colonia, ya que se otorgaban 50 acres (20 ha) a cada persona instalada en la colonia de Virginia. Su hijo, George Mason II (1660-1716), fue el primero en mudarse a lo que en 1742 se convirtió en el condado de Fairfax, entonces en la frontera entre las zonas controladas por los ingleses y los nativos americanos. George Mason III (1690-1735) participó en la Cámara de Burgueses y, al igual que su padre, fue teniente del condado de la milicia estatal. La madre de George Mason IV, Ann Thomson Mason, era hija de un exprocurador general de Virginia que había emigrado de Londres y pertenecía a una familia aristócrata de Yorkshire.
La familia Mason vivió en una Virginia colonial que contaba con pocos caminos, pues la mayor parte del comercio se hacía en la bahía de Chesapeake o a través de sus afluentes, como los ríos Potomac y Rappahannock. La mayor parte de los asentamientos se construían cerca de ríos, ya que a través de estos los hacendados podían comerciar con el resto del mundo. Así, en la colonia de Virginia inicialmente se crearon pocos pueblos, porque las fincas eran en gran medida autosuficientes. Incluso en la capital, Williamsburg, había poca actividad cuando la legislatura no estaba sesionando. La política local estaba dominada por poderosas familias terratenientes, como los Mason. La economía de Virginia creció y se desplomó con el tabaco —el cultivo principal—, cuyas cosechas eran exportadas principalmente a Gran Bretaña.
En medio de esta situación, nació George Mason —cuarto con ese nombre— el 11 de diciembre de 1725. Es posible que el nacimiento ocurriera en la plantación de su padre en Dogue's Neck (más tarde Mason Neck), pero esto es incierto porque sus padres también vivían en otras tierras al otro lado del Potomac en Maryland.
El 5 de marzo de 1735, George Mason III falleció cuando su barco volcó mientras cruzaba el Potomac; su viuda Ann crio a su hijo George, entonces de 9 años, y a otros dos hermanos más jóvenes bajo una custodia compartida con el abogado John Mercer. Ann adquirió una propiedad con casa de campo en Chopawamsic Creek (hoy condado de Prince William), en la que se instaló con sus hijos y que administró hasta que su hijo mayor se hizo cargo al cumplir 21 años. En 1736, George comenzó su educación con un tal Sr. Williams, contratado para enseñarle a cambio de 1000 libras (450 kg) de tabaco al año. Los estudios comenzaron en la casa de su madre, pero al año siguiente se alojó en el hogar de una mujer identificada como Sra. Simpson en Maryland; Williams fue su profesor hasta 1739. En 1740, George estaba de nuevo en Chopawamsic, pero bajo la tutela del Dr. Bridges. Los biógrafos han especulado que este último era el misionero Charles Bridges, quien ayudó al desarrollo de escuelas en Gran Bretaña a través de la Sociedad para la Promoción del Conocimiento Cristiano (Society for Promoting Christian Knowledge), que llegó a América en 1731. Además, Mason y su hermano Thomson pasaban su tiempo libre en la biblioteca de Mercer —una de las más grandes de Virginia— y las conversaciones de Mercer y otros amantes de los libros que se reunían en ella probablemente contribuyeron a su educación.
Según el historiador Brent Tarter, Mercer era un hombre brillante que expresaba sus sólidas opiniones de maneras que a veces ofendían; Mason desarrolló una capacidad intelectual similar y también se enojaba fácilmente. Mason alcanzó la mayoría de edad en 1746 y continuó residiendo en Chopawamsic con sus hermanos y su madre.

## Terrateniente en Virginia

### Figura pública

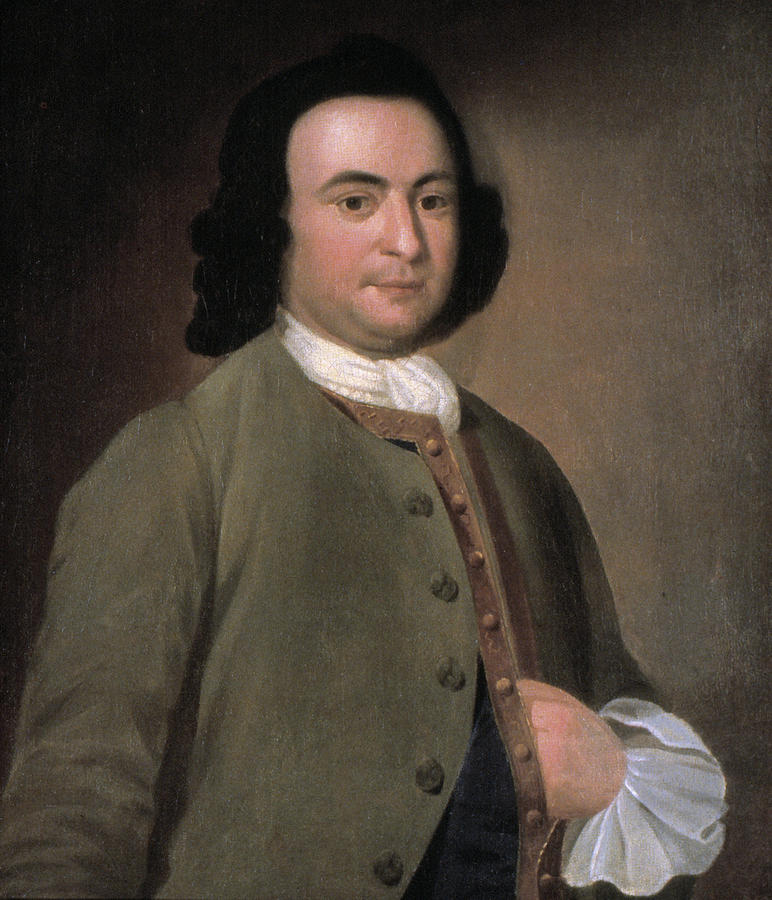
Retrato de Mason en 1750

Las obligaciones y funciones que derivaban de su posición como terrateniente local provenían de su padre y abuelo. En 1747, Mason ingresó en el Tribunal del Condado de Fairfax y fue elegido sacristán de la parroquia de Truro, cargo que desempeñó entre 1749 y 1785. Durante ese tiempo, debía mantener su buena reputación como miembro de la comunión anglicana. Por otro lado, participó en la milicia del condado hasta alcanzar el rango de coronel. En 1748, intentó entrar en la Cámara de Burgueses, aunque el proceso estaba en manos de miembros de mayor rango en el tribunal y Mason no tuvo éxito en ese momento; sin embargo, pudo ingresar en un segundo proceso en 1758.
El tribunal del condado no solo resolvía casos civiles y penales, sino también asuntos más generales como impuestos locales. La membresía se reservaba en su mayoría a los grandes terratenientes. Mason participó como juez durante gran parte su vida, aunque fue excluido por no asistir al tribunal entre 1752 y 1764 y renunció en 1789 cuando el servicio continuo obligaba a jurar sobre una Constitución federal que él no apoyaba. No obstante, mientras fue miembro del tribunal casi nunca asistió a las reuniones. Joseph Horrell señaló en un artículo sobre el servicio de Mason en el tribunal  que solía excusarse por problemas de salud y además vivió alejado de cualquiera de los principales terratenientes del tribunal de justicia del condado de Fairfax, edificio que estuvo primero cerca de lo que hoy es Tysons Corner y después en el nuevo asentamiento de Alexandria. Robert Rutland, editor de los documentos de Mason, consideró que el servicio judicial influyó en sus ideas y escritos posteriores, pero Horrell niega esta hipótesis e indica que «si el tribunal de Fairfax hubiera proporcionado un curso para la preparación inicial de Mason, [entonces se habría] distinguido principalmente por saltarse las clases».
Alexandria fue una de las ciudades de reciente fundación en las que Mason estaba interesado: adquirió tres de los lotes originales a lo largo de las calles King y Royal y se convirtió en administrador municipal en 1754. También sirvió como administrador de Dumfries —en el condado de Prince William— y tuvo intereses comerciales allí y en Georgetown, en la orilla opuesta del Potomac.

### Escudero de Gunston Hall
El 4 de abril de 1750, Mason se casó con Ann Eibeck, hija única de William y Sarah Eibeck del condado de Charles (Maryland). Los Mason y los Eibeck tenían propiedades adyacentes en Maryland y se habían asociado en operaciones inmobiliarias. Cuando murió en 1764, William Eilbeck era uno de los hombres más ricos del condado de Charles. Mason vivía en Dogue's Neck cuando se casó, aunque no se conoce la ubicación exacta de su residencia. George y Ann Mason tuvieron nueve hijos y todos sobrevivieron hasta la edad adulta. Ann murió en 1773 y, a juzgar por los testimonios que sobreviven, tuvo un «matrimonio feliz».
La construcción de su nueva residencia, Gunston Hall, comenzó aproximadamente en 1755. El diseño exterior, parecido a los edificios locales de la época, se basaba probablemente en los tratados de arquitectura británicos que llegaban a América; un constructor local, presumiblemente William Waite o James Wren, construyó Gunston Hall. Mason se sentía orgulloso de los jardines que, aún hoy, rodean una residencia que contaba con numerosas dependencias, como alojamiento de esclavos, una escuela y cocinas. En la propiedad también había cuatro grandes plantaciones, bosques, tiendas y otras instalaciones que permitían su autosuficiencia.
Mason evitó la dependencia excesiva del tabaco como fuente de ingresos y arrendó gran parte de sus tierras a agricultores contratados. Diversificó sus cultivos con la exportación de trigo a las Indias Occidentales Británicas, mientras la economía de Virginia se hundió debido a la sobreproducción de tabaco en los años 1760 y 1770. Mason fue pionero en la industria del vino de Virginia y contribuyó junto a otros compatriotas —como Thomas Jefferson— a la adopción del esquema de Filippo Mazzei para cultivar uvas y así crear una industria vitivinícola en el país.

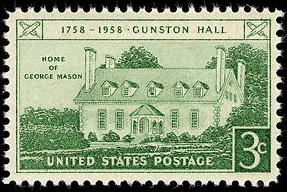
Sello postal con una ilustración de Gunston Hall (1958)

En los siguientes años trató de expandir sus tierras y su riqueza. Amplió los límites de la finca de Gunston Hall, de modo que ocupó todo Dogue's Neck, que en ese momento se conocía como «Mason's Neck». Uno de los proyectos en los que Mason estuvo involucrado durante la mayor parte de su vida adulta fue la Ohio Company, en la que invirtió parte de sus capitales en 1749 y se convirtió en tesorero en 1752, cargo que ocupó durante cuarenta años hasta su muerte en 1792. Esta compañía había obtenido una concesión real de 200 000 acres (81 000 ha) para explorar los alrededores de las bifurcaciones del río Ohio (hoy Pittsburgh). No obstante, la guerra, la revolución y las protestas por los competidores de Pensilvania frustraron los planes de la Ohio Company. Aunque la empresa fracasó, Mason adquirió independientemente considerables propiedades en territorios occidentales. Su defensa ante las reivindicaciones de Pensilvania (Selections from the Virginia Charters, 1772) estaba destinada a promover las demandas de Ohio Company, pero fue interpretada como una defensa de los derechos de los estadounidenses contra los decretos británicos y recibió mucho apoyo. La participación de Mason en Ohio Company también le puso en contacto con muchos importantes virginianos, como su vecino del condado de Fairfax, George Washington.
Mason y Washington fueron amigos durante muchos años, pero esta amistad acabó cuando no lograron conciliar sus diferencias respecto a la Constitución federal. El historiador Peter R. Henriques sugirió que Mason aportó a la amistad más que Washington, ya que le envió más cartas y regalos y se alojaba en ocasiones en la plantación de Washington, aunque el motivo para esto último era porque Mount Vernon se ubica en el camino de Gunston Hall a Alexandria. Además, en opinión de Henriques, Mason era más maduro, superior intelectualmente y dueño de una plantación floreciente, mientras que Washington tenía problemas para administrar Mount Vernon, por lo que no le habría sido conveniente al futuro presidente estar cerca de Mason. Washington tenía un profundo respeto por el inteligente Mason, ya que varias veces le pidió su consejo y —en una carta de 1777 al enterarse de que Mason se había encargando de un asunto ante la Asamblea General de Virginia— comentó que «no conozco a alguien mejor cualificado [...] que el coronel Mason y estaré muy contento de oír lo que ha tomado en [sus] mano[s]».
A pesar de sus planes de participación en el reparto de los territorios occidentales, Mason se dio cuenta de que la tierra se labraba y sembraba con tabaco tan rápido que el mercado no tenía tiempo para expandirse, lo que significaba que su precio y calidad bajaba a medida que se invertía más capital en terrenos y esclavos. Aunque Mason era esclavista, se opuso al sistema de esclavos de Virginia, pues consideraba que la importación de esclavos —junto con el aumento natural de la población— daría lugar a una superpoblación de esclavos en la colonia. En su opinión, un sistema de terrenos arrendados, aunque no tan rentable como el trabajo de esclavos, tendría «pocos problemas y riesgo».

## Pensador político

### De burgués a revolucionario
Poco se sabe de las opiniones políticas de Mason antes de la década de 1760, cuando llegó a oponerse a la administración colonial británicas. En 1758 presentó su segunda petición de admisión a la Cámara de Burgueses cuando George William Fairfax, que ocupaba uno de los dos asientos para el condado de Fairfax, decidió no buscar la reelección. En la votación también resultaron elegidos el hermano de Mason, Thomson (por el condado de Stafford), George Washington (por el condado de Frederick, donde estaba destinado como comandante de la milicia de Virginia mientras continuaba la guerra franco-india) y Richard Henry Lee, quien trabajó junto a Mason debido a sus profesiones similares.

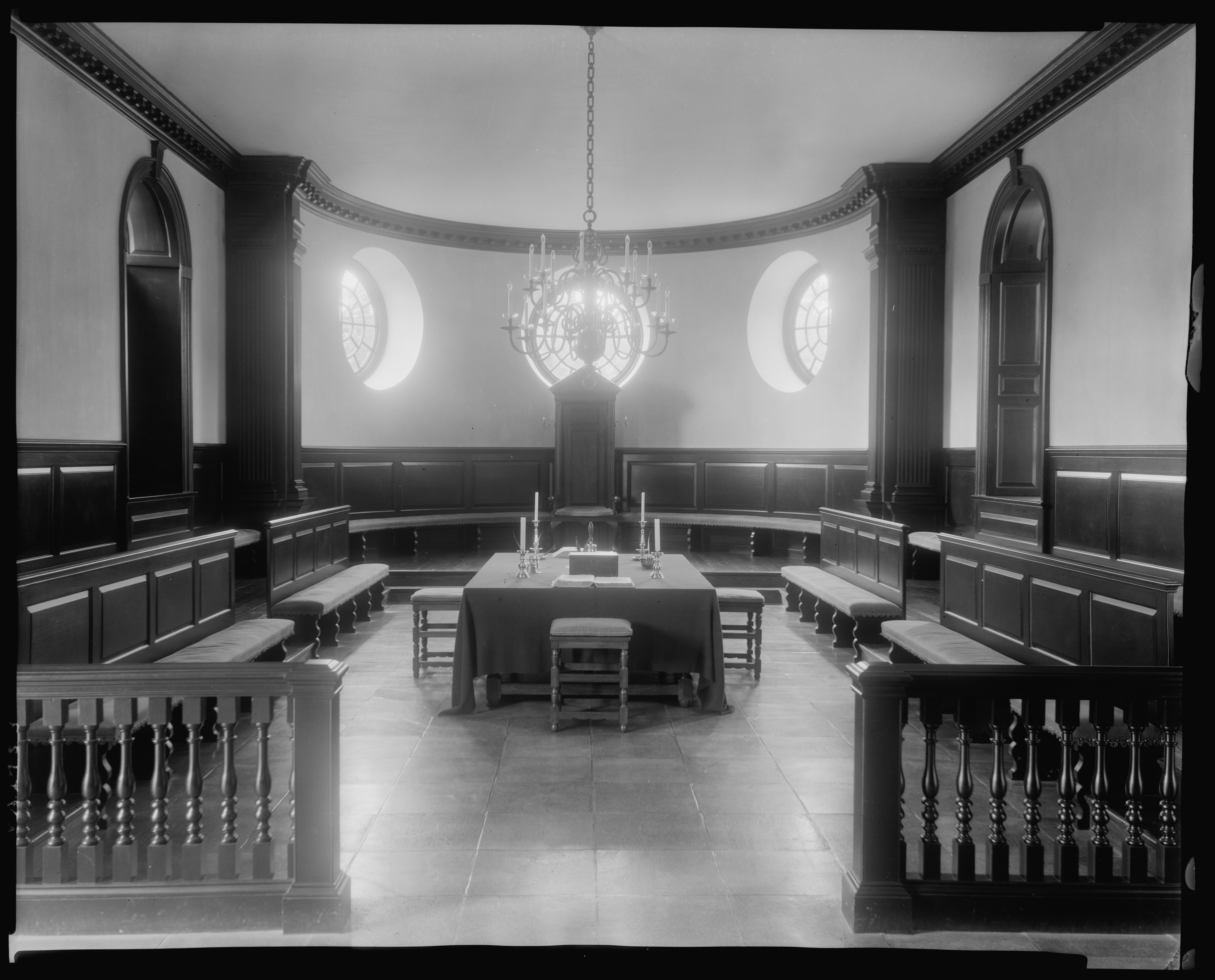
Salón de reuniones de la Cámara de Burgueses en Williamsburg

Cuando la cámara se reunió, George Mason fue asignado inicialmente a un comité que se ocupaba de formar milicias adicionales en tiempos de guerra. En 1759, ingresó en el poderoso Comité de Privilegios y Elecciones y, al siguiente año, en el Comité de Proposiciones y Quejas, que examinaba mayoritariamente asuntos locales. En el tiempo en que estuvo en esos grupos trató varios asuntos locales: por ejemplo, presentó una petición de los hacendados del condado de Fairfax contra la aplicación de impuestos a un muelle de tabaco en Alexandria, pues consideraban que ese dinero se podía obtener con honorarios del muellaje. También desempeñó un papel importante en las deliberaciones para la división del condado de Prince William, un asentamiento abierto (settlement expanded); en marzo de 1759, el condado de Fauquier fue creado por una segregación legislativa. En la deliberación, Mason se opuso a los intereses de la familia de Thomas Fairfax de ampliar el territorio de condados adyacentes con el territorio segregado de Prince William. Este pleito pudo haber influido en la decisión de Mason de no postularse a la reelección en 1761. El biógrafo de Mason, Jeff Broadwater, señaló que las tareas del comité al que pertenecía Mason reflejaban el respeto que sus colegas le tenían o, al menos, el potencial que le veían. Para Broadwater, no resulta sorprendente que Mason no buscara la reelección, ya que no asistió a varias sesiones entre 1759 y 1761.
Aunque los británicos vencieron a los franceses en la guerra, el gobierno del rey Jorge III sentía que las colonias norteamericanas no estaban pagando lo que les correspondía, pues recibían pocos ingresos de los impuestos coloniales directos. La ley del azúcar de 1764 tuvo un gran impacto en Nueva Inglaterra, pero no causó protesta a nivel general. La ley del sello del año siguiente afectó a las Trece Colonias, ya que involucraba el timbre fiscal en los documentos empleados por comerciantes y juristas. Cuando la Cámara de Burgueses recibió la noticia de la aprobación de esta ley, decidió responder con las «resoluciones de Virginia», en las que afirmaban que los virginianos tenían los mismos derechos de los que residían en Gran Bretaña y que solo pagarían impuestos aprobados por ellos mismos o por sus representantes electos. Las resoluciones fueron redactadas principalmente por Patrick Henry, un miembro novato que representaba al condado de Louisa y con una retórica vehemente.
Lentamente, Mason pasó de examinar asuntos secundarios a involucrarse en la política estatal de Virginia, aunque su comentario en respuesta a la ley del sello, a la cual se oponía, es más conocida por la inclusión de sus opiniones antiesclavistas. George Washington o George William Fairfax —ambos burgueses del condado de Fairfax— no le consultaron qué hacer para solucionar esta crisis, aunque en el pasado lo habían hecho con frecuencia. Mason esbozó una ley para permitir que una de las acciones judiciales más comunes (replevin o «auto de reivindicación» para recobrar la titularidad de bienes muebles) se redactara sin papel sellado y envió el borrador a George Washington para contar el apoyo de los legisladores. Esta acción contribuyó a un boicot de los sellos. Con los tribunales y el comercio paralizados, el Parlamento británico derogó la ley del sello en 1766, pero continuó ratificando el deber de las colonias a tributar.
Tras la revocación, un comité de comerciantes londinenses emitió una carta pública a los norteamericanos, advirtiéndoles de que el asunto no se quedaría así. Mason publicó una respuesta en junio de 1766 en la que satirizó la posición británica: «Tenemos, con infinita dificultad y fatiga[, que] disculparos esta vez; hacer lo que tu papá y mamá manden  [sic] y apresurar[nos] a devolveros sus agradecidas expresiones de gratitud por condescendencia de permitiros conservar lo que es vuestro». Las «leyes de Townshend» de 1767 fueron el siguiente intento de los británicos para exigir tributos a las colonias: impusieron aranceles sobre sustancias como el plomo y el vidrio y provocaron el alzamiento de las colonias septentrionales por un boicot de las mercancías británicas. Los virginianos, muy dependientes de las mercancías importadas de Gran Bretaña, eran menos entusiastas y —debido a que los hacendados locales tendían a recibir mercancías en sus desembarques fluviales— sería difícil que se produjera un boicot. En abril de 1769, Washington envió la copia de una resolución de Filadelfia a Mason en la que pedía su consejo sobre qué acción debía tomar Virginia. Se desconoce quién adaptó ese texto para su uso en Virginia (Broadwater concluyó que fue el propio Mason), pero la respuesta enviada a Washington era un borrador corregido el 23 de abril de 1769. Washington se dirigió a Williamsburg, pero el gobernador Norborne Berkeley disolvió la legislatura por las resoluciones radicales que se estaban aprobando. Los burgueses se retiraron a una taberna cercana y apoyaron un acuerdo de no importación basado en el documento de Mason.
Aunque la resolución no era tan enérgica como le hubiera gustado a Mason, mencionaba que Virginia amenazaría con cortar el tráfico de tabaco, Mason siguió trabajando en los años siguientes contra la importación. La derogación de la mayoría de las «leyes de Townshend» (con excepción de la sección relacionada con el té) hizo más difícil su cometido. En marzo de 1773, su esposa Ann murió de una enfermedad contraída en el embarazo. Mason era padre de nueve hijos y sus compromisos familiares le hicieron más renuente a aceptar cargos políticos que le alejarían de Gunston Hall.
En mayo de 1774, estaba en Williamsburg con sus negocios inmobiliarios cuando llegó la noticia de la aprobación de las llamadas leyes intolerables —apodadas así por los norteamericanos en respuesta al motín del té de Boston—. Un grupo de legisladores —entre ellos Lee, Henry y Jefferson— pidieron a Mason que se uniera a ellos para planear los pasos a seguir. Los burgueses aprobaron la resolución para un día de ayuno y oración con el fin de obtener la intervención divina contra la «destrucción de nuestros derechos civiles», pero el gobernador John Murray disolvió la legislatura en lugar de aceptar la moción. Posiblemente, Mason participó en la redacción de la resolución y también se unió a los legisladores en una reunión en la taberna Raleigh después de la disolución.
Unos cuantos políticos de la disuelta Cámara de Burgueses solicitaron nuevas elecciones para designar a los burgueses representantes y delegados de la colonia; en el condado de Fairfax la fecha de votación se fijó para el 5 de julio de 1774. Washington planeó postularse e intentó convencer a Mason o Bryan Fairfax de participar, pero ambos declinaron la idea. Washington se reunió ese día con otros líderes locales (entre ellos, probablemente, Mason) en Alexandria y seleccionó un comité para redactar un conjunto de resoluciones con las que Washington esperaba «definir nuestros derechos constitucionales». El resultado fueron las «resoluciones de Fairfax», redactadas principalmente por Mason. El 17 de julio, se reunió con el recientemente elegido delegado Washington en Mount Vernon y, al día siguiente, ambos cabalgaron a Alexandria. Las 24 proposiciones de las resoluciones manifestaban lealtad a la Corona británica, pero rechazaban el derecho del Parlamento británico a legislar sobre las colonias, que habían sido financiadas con fondos privados y habían recibido privilegios del monarca. Las resoluciones convocaron a un congreso continental. Si los norteamericanos no recibían compensación antes del 1 de noviembre, las exportaciones —entre ellas, la del tabaco— se interrumpirían. Los terratenientes libres del condado de Fairfax aprobaron las resoluciones y convocaron urgentemente a Mason y Washington para un comité especial en Alexandria. Según el historiador de la Virginia colonial Hugh Grigsby, Mason «hizo su primer gran movimiento en el teatro de la revolución».
Washington llevó las resoluciones a la primera Convención de Virginia en Williamsburg y, aunque los delegados hicieron algunos cambios, el documento final siguió la línea argumental de las resoluciones de Fairfax y el plan de no exportación de tabaco que Mason había propuesto algunos años antes. La convención eligió representantes al primer Congreso Continental en Filadelfia —entre ellos, Lee, Washington y Henry— y en octubre de 1774 el Congreso Continental aprobó un embargo similar.
Entre 1774 y 1775, buena parte de los esfuerzos de Mason se enfocaron en organizar una milicia independiente del gobierno británico. En enero de 1775, Washington estaba preparando un ejército pequeño y junto a Mason compraron pólvora para la compañía. En sus escritos, Mason avaló la elección anual de oficiales de la milicia, algo que más tarde se reflejarían en la Declaración de Derechos de Virginia: «Llegamos iguales a este mundo y de él saldremos de la misma manera. Por naturaleza, los hombres nacen igualmente libres e independientes».
Washington dejó vacante su cargo en la delegación del condado de Fairfax de la tercera Convención de Virginia cuando fue elegido representante al segundo Congreso Continental y, en mayo de 1775, escribió desde Filadelfia solicitando un reemplazo. En ese momento, las batallas de Lexington y Concord habían dejado grandes bajas en los bandos coloniales y británicos. Mason no quería participar en la elección por razones de salud y dijo que no podía abandonar a sus hijos. Sin embargo, fue elegido y viajó a Richmond, ciudad que contaba con mejor protección ante un posible ataque británico por su localización más alejada del mar que Williamsburg.
La convención de Richmond comenzó en julio de 1775 y Mason fue asignado a comités muy importantes, como uno que intentó reclutar un ejército para proteger a la colonia. Según Robert A. Rutland, «enfermo o sano, Mason era necesario por sus habilidades». Mason patrocinó una medida de no exportación que fue aprobada por una amplia mayoría, pero se derogó posteriormente en la sesión para coordinar con otra similar de Maryland. A pesar de la presión de muchos delegados, Mason rechazó participar en una elección a la delegación del Congreso Continental en reemplazo de Washington, pues este último se convirtió en comandante general del Ejército Continental. Sin embargo, Mason no pudo evitar su designación al Comité de Seguridad, un poderoso grupo que asumió muchas funciones en medio del vacío gubernamental. No pudo renunciar a este comité porque su solicitud fue denegada.

### Declaración de Derechos
La enfermedad obligó a Mason a ausentarse del Comité de Seguridad durante varias semanas en 1775 y no asistió a la cuarta convención, celebrada en diciembre de 1775 y enero de 1776. Con la independencia de las colonias respecto de Gran Bretaña ampliamente aceptada por los principales terratenientes virginianos, la quinta convención convocada para mayo de 1776 en Williamsburg tendría que decidir cómo se administraría Virginia a partir de ese momento, ya que el gobierno colonial estaba prácticamente paralizado. En consecuencia, la convención adquirió tanta relevancia que Richard Henry Lee acordó su ausencia temporal del Congreso Continental para participar en la convención, Jefferson intentó, pero no consiguió, hacer lo mismo para ausentarse del Congreso Continental también. Otros políticos elegidos para la convención fueron Henry, George Wythe y James Madison, un joven delegado del condado de Orange. Mason resultó elegido por el condado de Fairfax, aunque con mucha dificultad.
En mayo de 1776, esa convención acordó unánimemente que Jefferson y otros delegados de Virginia en el Congreso solicitaran «una Declaración de Independencia clara y completa». Al mismo tiempo, la convención decidió aprobar una declaración de derechos. Debido a su deteriorada salud, Mason no llegó hasta el 18 de mayo de 1776, después de la votación, pero fue asignado a un comité encabezado por Archibald Cary, encargado de redactar una declaración de derechos y una constitución. Mason se mostró escéptico sobre que el comité de Cary —treinta personas— pudiera componer colectivamente algo que valiera la pena, pero se sorprendió de lo rápido que lo hicieron —aunque su participación influyó en esa velocidad—. El 24 de mayo, el presidente de la convención Edmund Pendleton escribió a Jefferson sobre las deliberaciones del comité, «ya que el Coro.[nel] Mason parece tener la preeminencia en esa gran obra, tengo esperanzas optimistas de que se configurará de manera que responda a su fin  [sic], prosperidad para la comunidad y seguridad para los individuos».
En una habitación de la taberna de Raleigh, Mason redactó una declaración de derechos y un plan de gobierno con el propósito de evitar que se presentaran propuestas frívolas sin posibilidad de aprobación. Años después, el abogado Edmund Randolph recordó que el proyecto de Mason «engulló al resto». El resultado: la Declaración de Derechos de Virginia y la Constitución de Virginia de 1776, obras colectivas a las que Mason hizo importantes aportes. Probablemente, trabajó estrechamente con Thomas Ludwell Lee, ya que el primer borrador sobreviviente muestra que los primeros diez artículos tienen la letra de Mason, pero los siguientes dos fueron escritos por Lee. El borrador de la Declaración de Derechos se basó en tres documentos jurídicos ingleses: la Carta Magna, la Petición de Derechos de 1628 y la Declaración de Derechos de 1689. El primer artículo de Mason fue parafraseado por Jefferson poco después en el texto de la Declaración de Independencia de los Estados Unidos.
A partir del artículo 1, en el que catalogó los derechos del hombre, Mason derivó los siguientes artículos y explicó que el papel del gobierno es asegurar y proteger esos derechos y, si no lo hace, el pueblo tiene el derecho de enmendarlos o abolirlos. La propiedad no puede ser expropiada para uso público sin el consentimiento del propietario y un ciudadano solo puede estar obligado por una ley aprobada por esa misma persona o por representantes elegidos. Si se le acusaba, la persona tenía derecho a un juicio rápido y local, basado en una acusación que se le hizo saber previamente, con derecho a pedir pruebas y testigos a su favor.

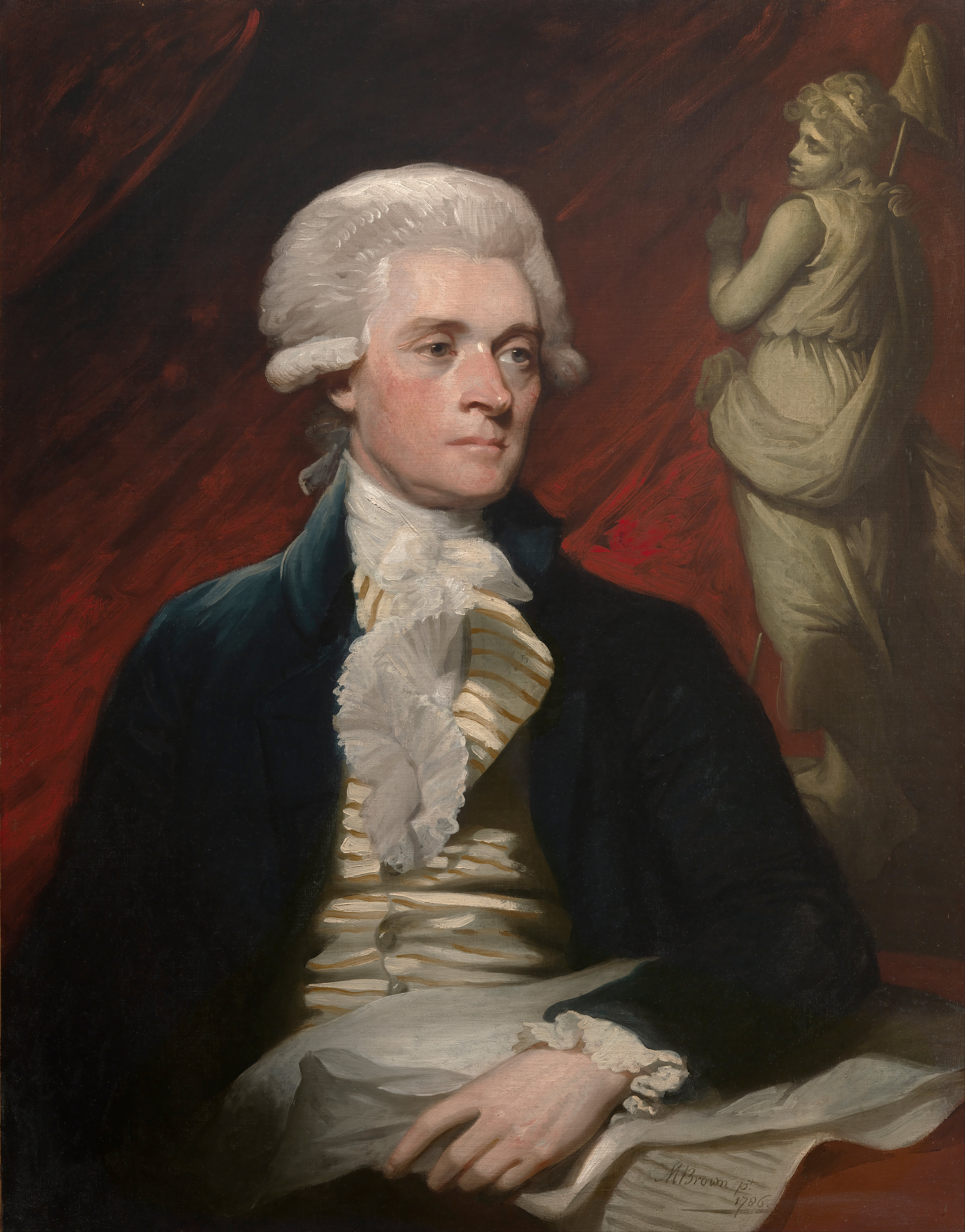
El plan para una constitución de Virginia fue posible por las propuestas de Thomas Jefferson (en la imagen) y otros

Cuando la convención comenzó a debatir la declaración, rápidamente se atascó en la primera oración del artículo 1, porque los conservadores temían que los esclavos fueran considerados iguales a sus amos. Esto fue resuelto por la convención al añadir las palabras «cuando entran en una situación de sociedad», excluyendo así a los esclavos. Mason intervino activamente en los cinco días de debate, con una oratoria descrita por un testigo como «ni fluida ni tranquila, pero su lenguaje fuerte, su estilo impresionante y fortalecido por un poco de cinismo mordaz cuando una provocación lo hacía oportuno». La Declaración de Derechos fue aprobada por la convención el 12 de junio de 1776.
En años posteriores, hubo una oleada de declaraciones contradictorias de los miembros de la convención (incluyendo Mason) sobre quién compuso esos artículos. Randolph acreditó a Henry los artículos 15 y 16, pero este último (que trata sobre la libertad de culto) fue escrito por Madison. Mason había imitado a la jurisprudencia inglesa en la redacción de un párrafo que exigía la tolerancia de las religiones minoritarias, pero Madison insistía en la plena libertad religiosa y al final Mason apoyó la enmienda de Madison.
El proyecto del comité, probablemente en su mayor parte escrito por Mason, se propagó ampliamente (a diferencia de la versión final) y las palabras de Mason «los hombres nacen igualmente libres e independientes» se reprodujeron más tarde en las constituciones estatales, desde Pensilvania hasta Montana; Jefferson ajustó la prosa e incluyó las palabras en la Declaración de Independencia. En 1778, Mason escribió que la Declaración de Derechos «fue imitada de cerca por los otros estados unidos», en referencia a que siete de los estados originales y Vermont se unieron a Virginia en la promulgación de una carta de derechos. Cuatro de esos derechos fueron incorporados tal cual en las constituciones estatales. En 1778, los votantes de Massachusetts rechazaron una constitución redactada por una convención, pues la oposición insistió en que una carta de derechos tenía mayor prioridad.

### Constitución de Virginia
Antes de que la convención aprobara la Declaración de Derechos, Mason ya estaba preparando una constitución para Virginia. No era el único que dedicaba tiempo a este documento; por ejemplo, Jefferson envió varias versiones desde Filadelfia, una de las cuales suministró el preámbulo de la constitución final. Meriwether Smith, del condado de Essex, también pudo haber preparado un borrador, pero se desconoce su paradero. El texto original de Mason tampoco se conoce y su contribución al borrador final también es incierta. Sin embargo, el 22 de junio de 1776 el gobernador William Fleming envió a Jefferson una copia del borrador del comité de Cary, diciéndole que «el plan impreso incluido  [sic] fue preparado por el Coro.[nel] G. Mason y presentado por él ante el comité».
Mason había presentado su estrategia en algún momento entre el 8 y el 10 de junio de 1776. Nombró al nuevo estado Commonwealth of Virginia («Mancomunidad de Virginia»), un nombre que eligió para indicar que el poder provenía de la población. La Constitución estatal establecía una Cámara de Delegados por elección popular y anual entre hombres que poseían o alquilaban bienes o que habían sido padres de tres o más virginianos. La mayor parte del poder gubernamental residiría en la Cámara de Delegados; de hecho, el gobernador ni siquiera podría vetar un proyecto de ley y solo podía actuar como jefe de la milicia estatal con la asesoría de su Junta de Estado, cuyos miembros eran elegidos por la legislatura. El proyecto fue examinado por el comité, que emitió un informe el 24 de junio, día en el que se incluyeron el preámbulo de Jefferson y varias enmiendas escritas por él. George Wythe —quien defendía el proyecto de Jefferson ante el comité— vio que la discusión había avanzado tanto que los miembros solo estaban dispuestos a ceder ante Jefferson en algunos puntos. El pleno de la convención consideró el documento entre el 26 y el 28 de junio y lo firmó al día siguiente. Un día antes de la aprobación de la Constitución estatal por unanimidad, Richard Henry Lee escribió: «He tenido el placer de ver nuestro nuevo plan de Gobierno ir por buen camino. Este día lo acabaré. En gran medida, ha sido muy democrático».
Cuando la convención eligió a Patrick Henry como primer gobernador de Virginia después de la independencia, Mason encabezó el comité de notables enviado para informar a Henry de su elección y le presentó críticas a la Constitución estatal. Edmund Randolph escribió más tarde que las imperfecciones del documento indicaban que incluso «una mente tan grande como la de Mason» no era inmune a «descuidos y negligencias», pues la Constitución estatal no tenía un proceso de enmienda y concedía dos delegados a cada condado sin tomar en cuenta su número de habitantes. La constitución de 1776 permaneció en vigor hasta 1830, cuando otra convención la remplazó. Según Henry C. Riely, «la Constitución de Virginia de 1776 —cualquiera que haya sido la cuestión planteada mucho después sobre la contribución de otros grandes líderes— permanece, sobre la autoridad de Jefferson, Madison y Randolph —por mencionar solo las autoridades supremas—, como [...] creación [de Mason]».

## Legislador en tiempos de guerra

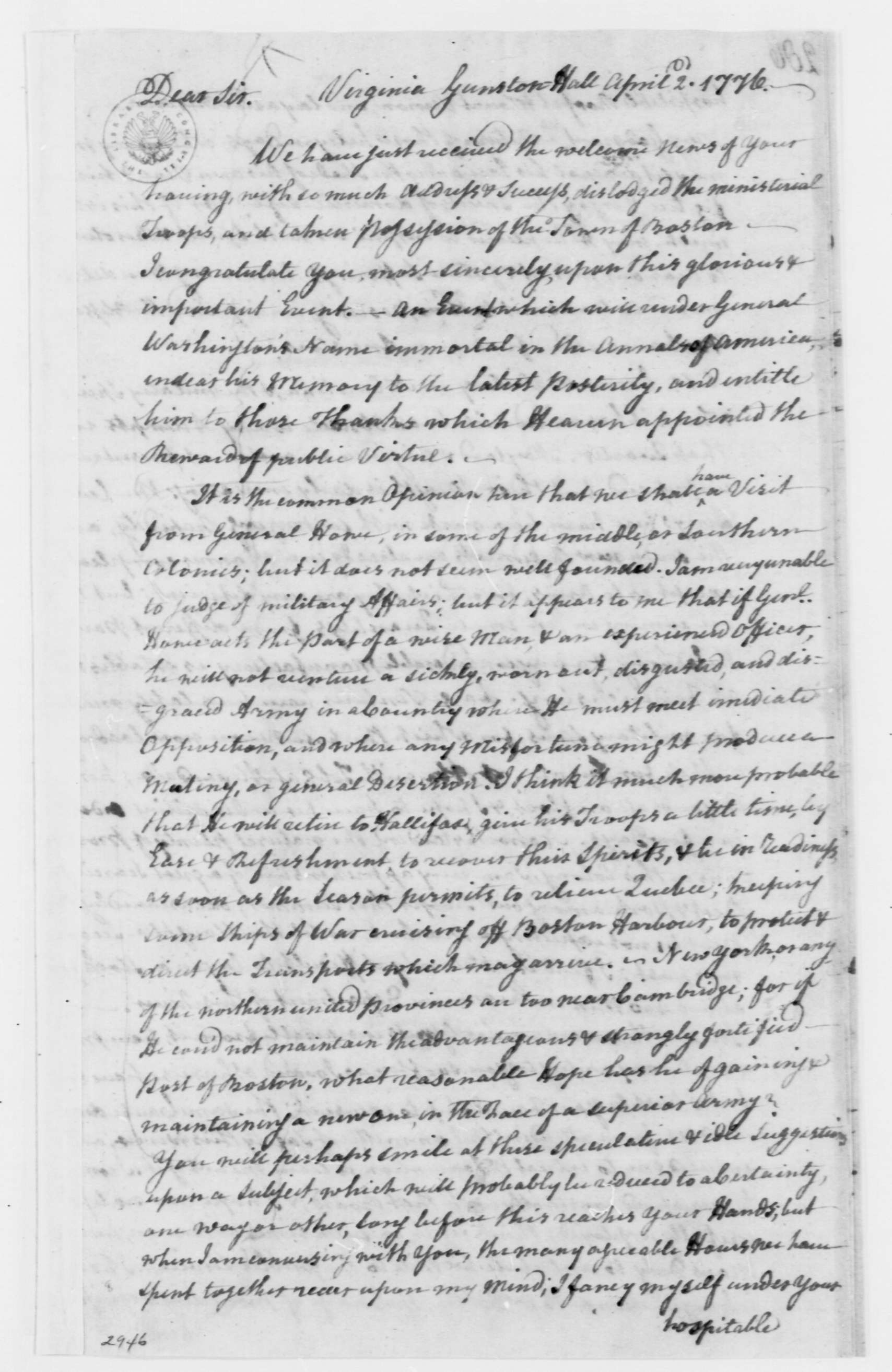
Carta de Mason a Washington (1776) en la que felicita al general por su victoria en el asedio de Boston

Durante la guerra de independencia, Mason se dedicó a proteger el condado de Fairfax y los ríos de Virginia, ya que en muchas ocasiones los británicos asaltaron varias zonas a lo largo del Potomac. El control de los ríos y de la bahía de Chesapeake era importante, pues los virginianos intentaron conseguir divisas extranjeras en las negociaciones de tabaco con franceses y otros europeos. En general, la exportación de tabaco a través de las Indias Occidentales permitió a Mason y a otros obtener —a través de Francia y los Países Bajos— artículos de fabricación británica, como telas, estampados, medicinas y herramientas.
Mason fue miembro de la Casa de Delegados de 1776 a 1781 —su servicio político más largo fuera del condado de Fairfax, el cual representó en Richmond—. El cargo que dejó vacío en el condado de Fairfax fue ocupado varias veces: Jackie Custis —hijastro de Washington— resultó elegido al final de la guerra, pero Mason se mantuvo como la opción más popular del condado. Sin embargo, su delicada salud le obligaba a perderse reuniones de la legislatura o a llegar días o semanas tarde. En 1777 fue asignado a un comité para revisar las leyes de Virginia, con la expectativa de que Mason corrigiera el código penal y la ley de tierras. Sin embargo, solo sirvió algunos meses en el comité antes de renunciar, pues argumentó que no era abogado para asumir esto; la mayor parte del trabajo recayó en Jefferson (había regresado de Filadelfia), Pendleton y Wythe. Debido al malestar causado por una inoculación accidental de viruela, Mason faltó a parte de las sesiones legislativas en la primavera de 1777. En su ausencia, el 22 de mayo los delegados le eligieron para el Congreso Continental. Posiblemente molesto porque Lee no fue elegido, Mason rechazó la decisión porque necesitaba estar en casa y no podía dimitir de la Asamblea General sin el permiso de sus electores. Lee fue elegido en su lugar.
Esto no terminó con el deseo de los políticos virginianos de enviar a Mason al Congreso Continental. En 1779, Lee renunció a ese congreso, no sin antes expresar su deseo de que Mason, Wythe o Jefferson le remplazasen en Filadelfia. El general Washington estaba frustrado por la renuencia de muchos hombres capacitados a formar parte del Congreso y, en una carta a Benjamin Harrison, dijo que los estados «deberían obligar a sus mejores hombres a asistir al Congreso. [...] ¿Dónde están Mason, Wythe, Jefferson, Nicholas, Pendleton, Nelson?». En una carta a Mason, Washington escribió:

Where are our men of abilities? Why do they not come forth to serve their Country? Let this voice my dear Sir call upon you—Jefferson & others—do not from a mistaken opinion that we are about to set down under our own Vine and our own fig tree let our heretofore noble struggle end in ignomy.
¿Dónde están nuestros hombres más habilidosos? ¿Por qué no vienen a servir a su país? Permita que esta voz, mi estimado señor, os invoque —Jefferson y otros—[,] no por una opinión equivocada de que estamos a punto de plantar bajo nuestra vid y nuestra propia higuera, deje que nuestra noble lucha ponga fin a la ignominia.

A pesar de las súplicas de Washington, Mason permaneció en Virginia, enfermo y muy ocupado, tanto en el Comité de Seguridad como en otros lugares defendiendo el condado de Fairfax. La mayor parte de la legislación introducida por Mason en la Cámara de Delegados estaba relacionada con la guerra, frecuentemente destinada a conseguir más soldados o dinero que el Congreso necesitaba para el Ejército Continental de Washington. Los nuevos gobiernos federales y estatales, con poco dinero en efectivo, empezaron a emitir más papel moneda. En 1777, el valor del papel moneda en Virginia había caído precipitadamente y Mason ideó un plan para la devaluación con un impuesto sobre bienes raíces. Debido a sus problemas de salud, tardó tres semanas en llegar a Richmond, algo que frustró a Washington porque confiaba en sus conocimientos sobre asuntos financieros. En una carta a Custis, Washington escribió: «Es mucho desear que se pueda aplicar un remedio a la depreciación de nuestra moneda. [...] No conozco alguien más capacitado para hacer esto que el coronel Mason».
Mason seguía interesado en asuntos al oeste de la frontera y esperó en vano rescatar la concesión de tierras de Ohio Company. Junto a Jefferson, estuvo entre los pocos delegados que se enteraron de la expedición de George Rogers Clark para consolidar el control de las tierras al norte del río Ohio. Mason y Jefferson se aseguraron de que la legislación autorizara al gobernador Henry a defenderlos contra enemigos al oeste, aunque no especificaron quiénes eran. La expedición tuvo éxito y Mason recibió un informe personal de Clark. Mason trató de limar las asperezas entre Virginia y otros estados y aunque sentía que el acuerdo de 1780 sobre la disputa fronteriza con Pensilvania —la línea Mason-Dixon (no llamada así por George Mason) era desfavorable para Virginia— la votó a favor con entusiasmo. También en 1780, volvió a casarse, esta vez con Sarah Brent, una mujer de una plantación cercana de 52 años y que no había estado casada antes. Fue un matrimonio de conveniencia, porque Mason quería que alguien se hiciese cargo de la crianza de sus hijos.

## Período de paz (1781-1786)
Con la firma del Tratado de París de 1783, la situación en el Potomac había vuelto a la normalidad. Entre la élite que regresó estaba Madison, quien visitó Gunston Hall en diciembre de 1783, después de regresar del Congreso en Filadelfia. Los Artículos de la Confederación de 1781 crearon el vínculo federal entre los nuevos estados, pero tenía sus defectos; Madison quería una estructura federal más sólida y procuró el equilibrio apropiado entre los derechos federales y estatales. Después de la reunión, vio que Mason estaba dispuesto a considerar un impuesto federal, aunque Madison temía que el asunto ofendiera a su anfitrión y escribiera a Jefferson contándole lo que discutieron. Ese mismo mes, Mason pasó la Navidad en Mount Vernon (la única finca más grande que la suya en el condado de Fairfax). Otro invitado en esa hacienda lo describió como «de figura enjuta, pero no alto, tiene una gran cabeza y ojos grises [y] claros». Mason conservó su influencia política en Virginia: en 1783, Patrick Henry fue elegido para la Cámara de Delegados y Mason le escribió una carta llena de consejos cuando ese órgano legislativo inició sesiones.
En 1784 rehusó ingresar en la Cámara de Delegados y dijo que si lo enviaban a Richmond sería «una invasión opresiva e injusta de mi libertad personal». Su respuesta decepcionó a Jefferson, quien esperaba que las posibilidades de que la legislatura modificara las leyes sobre las tierras atrajesen a Mason a Richmond. Sin embargo, los legisladores nombraron a Mason comisionado para negociar con Maryland sobre la navegación por el Potomac. Mason pasó mucho tiempo trabajando en esto y llegó a un acuerdo con los representantes de Maryland en la reunión de marzo de 1785, conocida como la conferencia de Mount Vernon. Aunque esta reunión en la residencia de Washington llegó a ser vista como el primer paso hacia la Convención Constitucional de 1787, Mason simplemente la consideró como un esfuerzo de dos estados para resolver sus diferencias. En 1786, fue convocado a la Convención de Annapolis, en que los representantes de todos los estados eran bienvenidos, pero la mayoría de los delegados no asistió. La reunión de Annapolis, con escasa asistencia, solicitó una conferencia para considerar las enmiendas a los Artículos de la Confederación.
Para disuadir el contrabando, Madison propuso un proyecto de ley para declarar a Norfolk el único puerto legal de entrada de Virginia. Otros cinco puertos, incluyendo Alexandria, fueron agregados después, pero la ley portuaria resultó impopular a pesar del apoyo de Washington. Mason se opuso a la ley y aceptó la elección a la Cámara de Delegados en 1786. Muchos creyeron que su influencia sería decisiva para la derogación, pero debido a la enfermedad, Mason no llegó a Richmond para la sesión inicial, aunque envió una petición, como ciudadano particular, a la legislatura. La ley portuaria fue aprobada por escaso margen, aunque se añadieron otros puertos como puntos de entrada legales.

## Convención constitucional (1787)

### Construyendo una constitución
Aunque a la Convención de Annapolis solo asistieron una docena de delegados y en representación de únicamente cinco estados, se pidió que se celebrara una reunión en Filadelfia en mayo de 1787 para elaborar enmiendas a los Artículos de la Confederación que resultarían en una disposición constitucional más duradera. En consecuencia, en diciembre de 1786, la Asamblea General de Virginia eligió a siete hombres para conformar la delegación de la mancomunidad: Washington, Mason, Henry, Randolph, Madison, Wythe y John Blair. Henry rechazó la cita y fue reemplazado por James McClurg. Randolph, que acababa de ser elegido gobernador, envió tres notificaciones a Mason que este aceptó sin objeciones. Los caminos estaban embarrados debido a las inundaciones de la primavera y Mason fue el último representante de Virginia en llegar, el 17 de mayo, tres días después de la inauguración de la convención, aunque esta comenzó formalmente sus sesiones el 25 de mayo con la llegada de al menos un delegado de diez de los doce estados que enviarían representantes (Rhode Island no envió delegados).

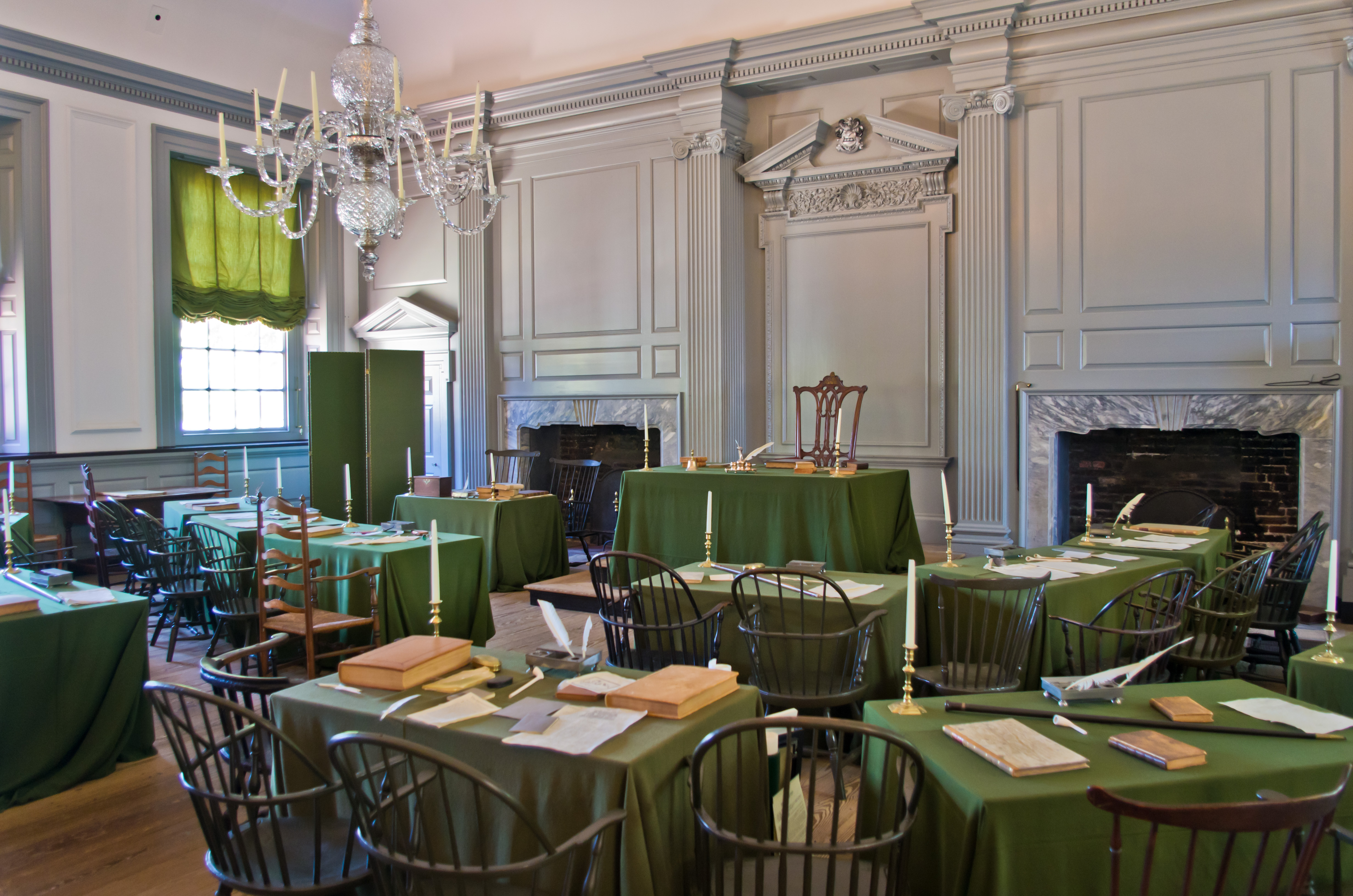
Interior del Salón de la Independencia, donde se celebró la mayor parte de la convención

Su viaje a Filadelfia fue el primero más allá de Virginia y Maryland. Según Josephine T. Pacheco, «puesto que los líderes de Virginia lo consideraban como un hombre sabio y en quien confiar, no es sorprendente que le eligieran como miembro de la delegación de Virginia[. S]e asombraron cuando aceptó». Broadwater sugirió que Mason fue a Filadelfia porque sabía que el congreso federal necesitaba más poderes y sentía que ese órgano legislativo podría actuar como un árbitro sobre las legislaturas estatales. Mientras los virginianos esperaban la llegada de más representantes, se reunían cada día y formulaban lo que se conocía como el Plan de Virginia. También hicieron un poco de turismo y se presentaron ante el presidente de Pensilvania, Benjamin Franklin. Una semana después de su llegada, Mason ya estaba aburrido de los acontecimientos sociales a los que invitaban a los delegados: «Comienzo a cansarme de la etiqueta y el absurdo tan de moda en esta ciudad».
Al entrar en la convención, planeaba establecer un gobierno central más poderoso que el descrito en los Artículos de la Confederación, pero no uno que amenazara los intereses locales. Temía que los estados norteños, más numerosos, dominaran la Unión e impusieran restricciones al comercio que perjudicarían a Virginia, por lo que buscó un requisito de supermayoría para modificar las leyes de navegación. Como sus objetivos eran sólidos, trató de preservar la libertad que él y otros hombres blancos libres disfrutaban en Virginia, protegiéndose contra la tiranía que —junto a otros— había condenado durante el régimen colonial británico. También buscó un equilibrio de poderes y crear de esta manera un gobierno duradero. De acuerdo con el historiador Brent Tarter, «Mason diseñó su casa [Gunston Hall] para que ninguna ventana estuviera fuera de lugar o que la falta de mantenimiento pudiera estropear la [primera] impresión o amenazara con colapsar el techo; trató de diseñar instituciones de gobierno de la misma manera, así los hombres sin principios no podrían derrumbar las garantías de libertades».
Tenía esperanzas de que sus propuestas darían el resultado que, según él, fortalecería a los Estados Unidos. Impresionado por la calidad de los delegados, Mason esperaba ideas profundas en ellos, algo que no había encontrado habitualmente en su carrera política. Sin embargo, creía las «esperanzas de toda la Unión [se] centraron  [sic] en esta Convención» y —en una carta su hijo George— dijo que «la rebelión [contra] Gran Bretaña y las formaciones de nuestro nuevo gobierno en ese momento no eran comparables con la gran empresa que ahora tenemos ante nosotros».
Mason conocía pocos delegados que no fueran de Virginia o Maryland, pero su reputación le precedió. A fines de mayo, cuando los representantes ya eran suficientes, la convención celebró sesiones cerradas en la Cámara Estatal de Pensilvania (hoy Salón de la Independencia). Washington fue elegido presidente de la convención unánimemente y su prestigio como general victorioso de la guerra ayudó a legitimar la convención, pero también le hizo abstenerse del debate. Mason no tenía esa necesidad de permanecer en silencio y solo cuatro o cinco delegados hablaban con tanta frecuencia como él. Según Broadwater, aunque terminó sin firmar la Constitución federal, Mason ganó y perdió muchos debates en la convención.
En los primeros días, apoyó gran parte del Plan de Virginia, que fue presentado por Randolph el 29 de mayo. Este proyecto crearía una Cámara Baja elegida popularmente y que seleccionaría a los miembros de la Cámara Alta a partir de listas proporcionadas por los estados. La mayoría de los delegados habían considerado insuficiente el gobierno descrito en los Artículos de la Confederación y Randolph propuso que el nuevo gobierno federal fuera superior a los estados. Mason estuvo de acuerdo en que el gobierno federal debería ser más poderoso que los estados.
Si se implementaba el Plan de Virginia, la representación de las legislaturas federales se basaría en la población, pero esto desfavecería a los estados más pequeños. Los delegados de Delaware tenían órdenes de conseguir el voto equitativo para cada estado y esta reivindicación se convirtió en el Plan de Nueva Jersey, introducido por el gobernador de ese estado, William Paterson. Las divisiones en la convención se hicieron patentes a finales de junio cuando —por una votación estrecha— se votó que la representación en la Cámara Baja debía basarse en la población, pero la moción de Oliver Ellsworth, representante de Connecticut, para que cada estado tuviera un voto equitativo en la Cámara Alta terminó en empate. Con el estancamiento de la convención, el 2 de julio de 1787, se formó un Gran Comité —con un miembro de cada estado— para hallar una salida al problema. Mason no había adoptado una posición tan fuerte en la legislatura como lo había hecho Madison, aunque fue asignado para el comité; Mason y Benjamin Franklin eran los miembros más distinguidos. El comité se reunió durante el receso de la convención del 4 de julio y propuso lo que se conoció como el Gran Compromiso: una Cámara de Representantes basada en la población —encargada del diseño de los billetes— y un Senado con igual representación para cada estado. Los expedientes de la participación de Mason en ese comité ya no existen, pero la cláusula que exige que los diseños de papel moneda se aprueben en la Cámara Baja probablemente provenga de él o fue lo que a sus colegas les costó su apoyo, ya que tal texto se había insertado en la Constitución de Virginia y lo defendió cuando comenzó el debate de la convención. Según las notas de Madison, Mason instó a la convención a que adoptara el compromiso:

However liable the Report [of the Grand Committee] might be to objections, he thought it preferable to an appeal to the world by the different sides, as had been talked of by some Gentlemen. It could not be more inconvenient to any gentleman to remain absent from his private affairs, than it was for him: but he would bury his bones in this city rather than expose his Country to the Consequences of a dissolution of the Convention without any thing being done.
A pesar de que el informe [de la Gran Comisión] podía recibir objeciones, pensó que era preferible un llamamiento al mundo por el lado diferente, como habían hablado algunos caballeros. No podía ser más inconveniente para cualquier caballero permanecer ausente de sus asuntos privados, de lo que era para él: pero [Mason] enterraría sus huesos en esta ciudad en lugar de exponer a su país a las consecuencias de una disolución de la Convención sin haber hecho algo.

### Camino a la disidencia
A mediados de julio, cuando los delegados comenzaron a salir del estancamiento sobre el Gran Compromiso, Mason tenía una influencia considerable sobre la convención. William Blount de Carolina del Norte se sintió decepcionado al ver que los compañeros de su estado «estaban en el sentimiento con Virginia, que parecía tomar la ventaja. Madison a la cabeza [aunque] Randolph y Mason también son grandes [influencias]». Mason no pudo conseguir apoyo suficiente para su propuesta de que los senadores debían poseer sus propios bienes y no tener deudas con los Estados Unidos, pero logró para que la edad mínima para el servicio en el Congreso fuera de 25 años y dijo a la convención que los hombres jóvenes eran demasiado inmaduros. Mason fue el primero en proponer que la sede del gobierno federal no estuviera en una capital estatal para que la legislatura local no se involucrara en sus asuntos, votó en contra de basar la representación según la riqueza del estado o impuestos percibidos y apoyó el prorrateo periódico de la Cámara de Representantes.
El 6 de agosto de 1787, la convención recibió el proyecto provisional de un Comité de Detalle presidido por John Rutledge de Carolina del Sur; en ese comité, Randolph representó a Virginia. El borrador era aceptable para Mason como base para la discusión, pues contenía asuntos importantes para él como el requisito de que los billetes de dinero debían diseñarse en la Cámara Baja y no ser sometidos a consideración en el Senado. Sin embargo, Mason consideró que la Cámara Alta era demasiado poderosa, ya que tenía poderes para acordar tratados, nombrar jueces de la Corte Suprema y resolver disputas territoriales entre los estados. El proyecto carecía de disposición para un concilio de revisión, algo que Mason y otros consideraban una falta grave.
En agosto, la convención pasó varias semanas debatiendo los poderes del Congreso. Aunque Mason tuvo éxito en algunas de sus propuestas, como colocar a las milicias estatales bajo regulación federal y prohibir al Congreso aprobar impuestos de exportación, perdió en algunas que consideró cruciales. Estos fracasos incluyen la decisión de la convención de permitir que la importación de esclavos continúe por lo menos hasta 1800 (más adelante, enmendada a 1808) y permitir que una mayoría simple apruebe las leyes de la navegación, que exigía a los virginianos exportar su tabaco en barcos con bandera estadounidense en lugar de buques de pabellón extranjero y más baratos. La convención también retiró el requisito de que los billetes monetarios debían diseñarse en la Cámara Baja y no estar sujetos a enmiendas en el Senado, porque la discusión de la última cláusula se había prolongado de manera irregular durante semanas. A pesar de estas derrotas, Mason siguió trabajando constructivamente en la redacción de una constitución y sirvió en otro comité que consideraba los derechos aduaneros y portuarios.
El 31 de agosto de 1787, Elbridge Gerry de Massachusetts criticó el documento en su conjunto, al igual que Luther Martin de Maryland. Cuando Gerry propuso posponer la consideración del documento final, Mason le secundó e indicó, según el testimonio de Madison, que «se cortaría la mano derecha antes que ponerla sobre la Constitución tal como está ahora». Sin embargo, no descartó firmarlo y dijo que quería ver cómo se resolvían ciertos asuntos antes de que la convención fijara una posición definitiva, ya sea para firmar o pedir una segunda convención. Cuando se dieron los toques finales a la constitución, Mason y Gerry se reunieron por la tarde para discutir la estrategia y trajeron representantes desde Connecticut a Georgia.
Las dudas de Mason sobre la nueva Constitución federal se incrementaron el 12 de septiembre, cuando Gerry propuso y Mason secundó que hubiera un comité para escribir una carta de derechos para que fuera parte del texto constitucional. Roger Sherman de Connecticut señaló que las cartas de derechos estatales permanecerían en vigor, a lo que Mason respondió: «Las leyes de los Estados Unidos deben ser soberanas [supremas] a las declaraciones de derechos estatales». Aunque Massachusetts se abstuvo por respeto a Gerry, los virginianos rechazaron apoyar a Mason con sus votos, ya que la moción fracasó porque ningún estado estuvo a favor y diez se opusieron. También, el 12 de septiembre, el Comité de Estilo —encargado de compilar un borrador final del documento— entregó su informe y Mason comenzó a enumerar objeciones en su copia. El 15 de septiembre —cuando la convención continuó la revisión artículo por artículo del proyecto—, Mason, Randolph y Gerry declararon que no firmarían la constitución.
El 17 de septiembre, los miembros de las doce delegaciones presentes en Filadelfia firmaron la nueva Constitución federal, con excepción de los tres hombres que habían declarado que no lo harían. Cuando el documento fue enviado al Congreso de los Artículos de la Confederación en Nueva York, Mason envió una copia con sus objeciones a Richard Henry Lee, miembro de ese congreso.

## Batalla por la ratificación
Broadwater señaló que, «dada la dificultad de la tarea que se había impuesto, su obstinada independencia y su ausencia, hacia 1787, ante cualquier preocupación por su propio futuro político, no es sorprendente que abandonara Filadelfia en desacuerdo con la gran mayoría de sus compañeros delegados [que siguieron allí]». Madison escribió que Mason creía que la convención había dado a sus propuestas poco tiempo y se apresuró en completar el trabajo, lo que, según él, explicaría su regreso a Virginia «con un excesivo mal humor». La biógrafa Helen Hill Miller señaló que Mason, antes de regresar a Gunston Hall, se había lesionado física y espiritualmente debido a un accidente en el camino. La oposición de Mason era conocida en el condado de Fairfax incluso antes de que la convención terminara, pero el sentimiento mayoritario de la población estaba a favor de la Constitución federal. Washington hizo una declaración instando a la ratificación, aunque en lo demás se mantuvo en silencio, pues sabía casi con seguridad que sería el primer presidente de la Unión. Mason envió a Washington una copia de sus objeciones, pero el general creyó que la única opción era «ratificación o desastre».
La Constitución federal debía ser ratificada por cada legislatura estatal y con solo nueve aprobaciones necesarias entraría en vigor. En la práctica, la oposición de grandes estados como Nueva York o Virginia haría difícil que el nuevo gobierno funcionara. Mason siguió siendo miembro de la Cámara de Delegados y, a finales de octubre de 1787, la legislatura convocó una convención para junio de 1788. En un escrito elaborado por John Marshall, decretó que la Convención Ratificadora de Virginia permitiría «una discusión libre y amplia». Mason no pudo influir lo suficiente en su última sesión en la Cámara de Delegados debido a su fuerte oposición a la ratificación y su edad (61), que también le pudo restar capacidad de convicción.

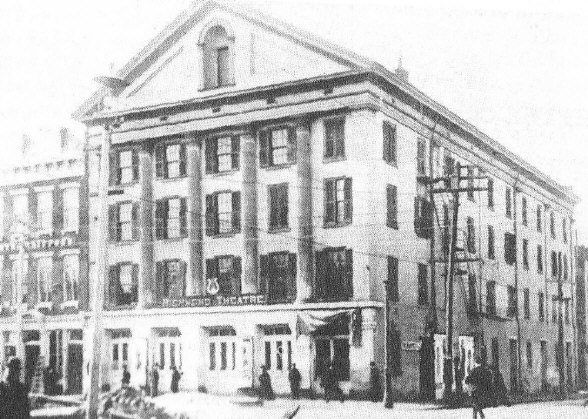
Edificio donde se reunió la Convención Ratificadora (Federal) de Virginia en Richmond

A medida que los estados más pequeños ratificaban la Constitución federal a fines de 1787 y principios de 1788, aparecieron una cantidad inmensa de folletos y manuscritos defendiendo e impugnando la aprobación. Los más prominentes en el apoyo fueron los folletos conocidos como The Federalist, escritos por Madison y dos neoyorquinos, Alexander Hamilton y John Jay. Los comentarios de Mason fueron ampliamente citados por los opositores. Había comenzado sus Objeciones a esta Constitución de gobierno (Objections to this Constitution of Government) en Filadelfia y, en octubre de 1787, fueron publicadas, aunque sin su permiso. Madison se quejó de que Mason había ido más allá de sus razones para oponerse que había declarado en la convención, pero Broadwater sugirió que la diferencia principal era el tono, ya que la obra escrita tachó de inútiles la Constitución federal y su gobierno propuesto. Sin embargo, tanto Lee como Mason creían que si se hacían las enmiendas adecuadas, la Constitución federal sería un buen instrumento de gobierno. Las Objeciones fueron muy citadas por la oposición a la ratificación y Mason fue criticado por colocar su propio nombre en la portadilla, en un momento en que los panfletos políticos llevaban seudónimos como «Junius», de modo que la reputación del autor no influyera en el debate. A pesar de esto, las Objeciones de Mason estuvieron entre los escritos antifederalistas más importantes y su renglón de apertura, «No hay declaración de derechos», probablemente fue su lema más eficaz.
Los virginianos eran renuentes a creer que figuras muy respetadas como Washington y Franklin serían «cómplices en la creación de un sistema tiránico». Hubo fuertes críticas contra Mason: la Gazette de New Haven insinuó que él no había hecho mucho por su país durante la guerra, en notable diferencia con Washington. Oliver Ellsworth dijo que la oposición de Virginia era por culpa de la familia Lee, que había mantenido tensiones durante mucho tiempo con la familia Washington, y «la demencia de Mason». Tarter, en su artículo sobre Mason en American National Biography, argumentó que «la rigidez de los puntos de vista [de Mason] y su personalidad cada vez más beligerante produjeron una intolerancia e intemperancia en su conducta que sorprendió y encolerizó a Madison, con quien había trabajado estrechamente al principio de la convención, y Washington, quien en privado condenó las acciones de Mason durante el conflicto por la ratificación».
Mason se enfrentó a dificultades en su condado para ser elegido a la convención ratificadora porque la mayoría de los propietarios absolutos eran federalistas y estaba en desacuerdo con muchos políticos en Alexandria sobre asuntos locales. El estatuto que estableció las elecciones a la convención en Richmond le permitió postularse en otro condado. Así pudo hacer campaña en el condado de Stafford y aseguró al electorado que no buscaba la desunión, sino más bien una reforma. Habló en términos fuertes en contra de la Constitución federal no enmendada. George Nicholas —un amigo federalista— escribió que Mason sentía que podía llevar a Virginia a obtener concesiones de otros estados y que estaba «amargado» por los continuos ataques hacia él. El 10 de marzo de 1788, Mason terminó primero en las urnas en el condado de Stafford y ganó uno de los dos asientos; aparentemente, era la única persona elegida para un distrito electoral en el que no vivía. La participación de votantes fue baja, ya que muchos vivían en áreas remotas sin periódicos y sabían poco sobre el proyecto de Constitución federal. Los políticos creían que los federalistas tenían una ligera ventaja en los representantes elegidos; en cambio, Mason pensó que era improbable que la convención ratificara el documento sin exigir enmiendas.
Cuando la convención se inició en Richmond, Randolph había abandonado la causa antifederalista, lo que afectó los esfuerzos de Mason y Henry para coordinarse con sus contrapartes en Nueva York. Mason propuso que la convención considerara el documento cláusula por cláusula, que hubiese caído en manos de federalistas, temerosos de cuál podría ser el resultado de una votación inmediata y quién tenía un mejor liderazgo en Richmond, como Marshall y Madison. Sin embargo, Broadwater sugirió que como la mayoría de los delegados habían declarado sus opiniones antes de la elección, la moción de Mason no tuvo el efecto deseado. Henry tenía una postura más radical contra un gobierno federal que Mason y tomó la iniciativa en su participación en el debate. Mason intervino varias veces en los debates, en temas que iban desde el derecho de indulto —que predijo que el presidente usaría corruptamente— a la judicatura federal —que advirtió que en los tribunales federales se interpondrían demandas por ciudadanos contra estados donde no vivían—. John Marshall —futuro presidente de la Corte Suprema— minimizó la preocupación con respecto al poder judicial, pero el argumento de Mason se demostró más tarde en el caso Chisholm contra Georgia (1793), que condujo a la aprobación de la undécima enmienda.
Los federalistas inicialmente no tenían la mayoría y el resto de delegados se mantenía sin declarar una preferencia, principalmente del oeste de Virginia (hoy Kentucky). Los antifederalistas sufrieron varios golpes durante la convención debido a la deserción de Randolph y cuando llegaban noticias de otros estados que habían ratificado la Constitución federal. El grupo de antifederalistas dirigido por Mason había redactado enmiendas, algunas que los federalistas estaban dispuestos a apoyar, aunque los partidarios de la Constitución federal querían el documento íntegro ratificado en Filadelfia.
Después de que algunos de los kentuckianos se dispusieron a votar por la ratificación, la convención consideró una resolución de no aprobarla hasta que se incluyera una carta de derechos. La propuesta —apoyada por Mason, pero con la oposición de Madison, «Light-Horse» Harry Lee, Marshall, Nicholas, Randolph y Bushrod Washington— fue rechazada 88 a 80. Mason entonces votó en la minoría, ya que Virginia ratificó la Constitución federal el 25 de junio de 1788 por una diferencia de 89 a 79. Después de esta votación, sirvió en un comité presidido por George Wythe, que se encargaba de la compilación de una lista final de enmiendas recomendadas y el borrador de Mason fue aprobado, pero con algunos cambios editoriales. Sin sentirse satisfecho con el resultado, preparó un vehemente argumento escrito, pero sus compañeros consideraron que la retórica era demasiado agresiva y Mason aceptó no publicarlo.

## Últimos años
Vencido en Richmond, Mason regresó a Gunston Hall, donde se dedicó a asuntos familiares y locales, aunque mantuvo una fluida correspondencia con líderes políticos. Renunció al tribunal del condado de Fairfax después de que una ley aprobada por el nuevo Congreso federal exigiera que los funcionarios hicieran juramento a la Constitución federal y, en 1790, declinó un cargo en el Senado federal que había quedado vacante por la muerte de William Grayson, debido a que su delicada salud no se lo permitía, a pesar de que no tenía ninguna otra objeción. James Monroe ocupó esa vacante, pues había apoyado la postura antifederalista de Mason y en 1789 había perdido ante Madison por un escaño en la Cámara de Representantes. A juzgar por su correspondencia, Mason ablandó su postura hacia el nuevo gobierno federal y le dijo a Monroe que la Constitución federal «sabia y correctamente ordena» que los embajadores fuesen confirmados por el Senado. Aunque previo que las enmiendas a ser propuestas por el primer Congreso serían «de leche y agua», mostró «mucha satisfacción» por lo que se convirtió en la Carta de Derechos (ratificada en 1791) y declaró que si sus preocupaciones sobre los tribunales federales y otros asuntos fueran tomados en cuenta «podría poner alegremente mi mano y mi corazón al nuevo gobierno».
Washington, que fue elegido en 1789 como el primer presidente, se molestó por las duras posiciones de Mason contra la ratificación de la Constitución federal y estas diferencias destruyeron su amistad. Aunque algunas fuentes indican que Mason cenó en Mount Vernon el 2 de noviembre de 1788, Peter R. Henriques señaló que el diario de Washington solo menciona que un tal «George Mason» era el invitado y, como Washington siempre se refirió a su excolega en Filadelfia como «coronel Mason», el visitante probablemente era el hijo, George Mason V. Mason siempre escribió positivamente sobre Washington, aunque este nunca le mencionó públicamente, pero en una carta se refirió a Mason como un «amigo común» que no se retractaría de su posición sobre la Constitución federal porque, por «el orgullo, por un lado, y la falta de franqueza masculina, por el otro, no estoy seguro de que le dejen reconocer el error en sus opiniones respecto a esto [el gobierno federal], aunque la convicción brille en su mente con tanta fuerza como un rayo de luz». Rutland sugirió que estos políticos eran iguales en su intolerancia a los opositores y la sospecha de sus motivos.
Mason había luchado durante mucho tiempo contra los comerciantes de Alexandria, pues sentía que habían dominado injustamente el tribunal del condado, aunque solo fuera porque accedían más fácilmente a esa institución. En 1789, esbozó una legislación para trasladar el tribunal al centro del condado, pero esta no se aprobó mientras él vivía. En 1798, la legislatura dio luz verde a la ley y el nuevo edificio se inauguró en 1801. Años después, Alexandria fue incluida temporalmente dentro del distrito de Columbia, aunque más tarde regresó a Virginia. El palacio de justicia de Fairfax de 1801 siguió en funciones hasta principios del siglo XXI y ahora se ubica en un enclave del condado de Fairfax dentro de la ciudad independiente de Fairfax.
La mayoría de los habitantes de Gunston Hall, tanto familiares como esclavos, cayeron enfermos durante el verano de 1792 y experimentaron escalofríos y fiebre; cuando sus síntomas cesaron, Mason cogió un resfriado de pecho. Jefferson visitó Gunston Hall el 1 de octubre de 1792 y encontró a Mason con una muleta para caminar por causa de la gota, pero conservaba su memoria y estaba cuerdo. Menos de una semana después de la visita, el 7 de octubre, Mason murió en Gunston Hall y fue enterrado en la finca, entre la casa que había construido y el río Potomac.
Aunque su muerte atrajo poca atención, aparte de algunas menciones en los periódicos locales, Jefferson expresó su lamento como «una gran pérdida». Otro futuro presidente, Monroe, afirmó que las «virtudes patrióticas de Mason durante la revolución siempre serán recordadas por los ciudadanos de este país».

## Opinión sobre la esclavitud
Mason poseyó muchos esclavos. En el condado de Fairfax, solo George Washington tenía más, pero Mason no es conocido por haberlos liberado ni siquiera en su testamento, ya que sus esclavos fueron divididos entre sus hijos. Washington —quien murió sin hijos— ordenó en su testamento que sus esclavos fueran liberados después de la muerte de su esposa; Jefferson manumitió algunos esclavos, en su mayoría de la familia de Sally Hemings. Según Broadwater, «probablemente Mason creyó o se convenció de que no tenía opciones. Mason no habría hecho algo que pudiera haber comprometido el futuro financiero de sus nueve hijos». Peter Wallenstein argumentó que podría haber liberado a algunos esclavos sin dañar el porvenir de sus hijos, si hubiera querido.

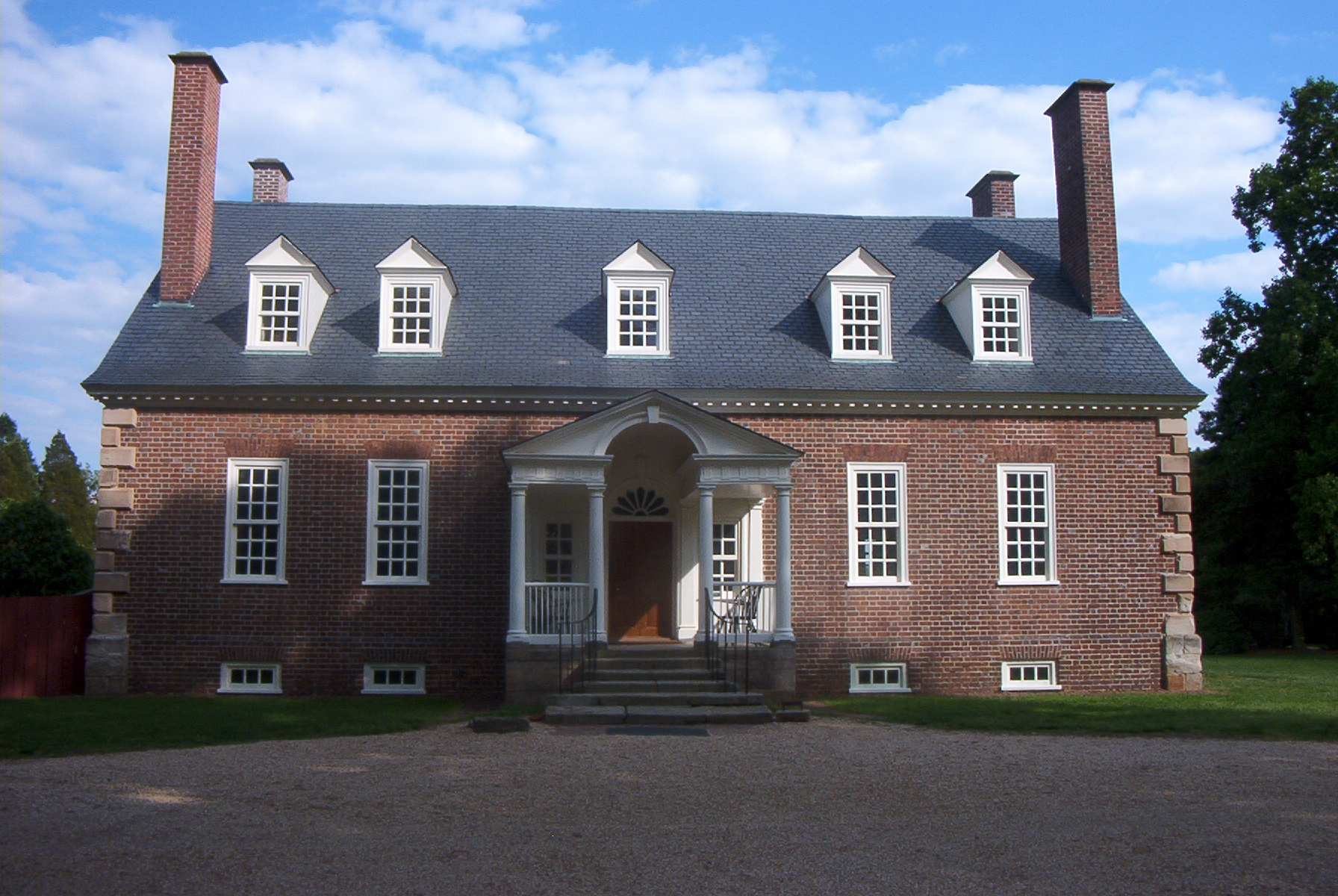
Gunston Hall en una fotografía de mayo de 2006

Los biógrafos e historiadores han debatido durante mucho tiempo acerca de cómo presentar los puntos de vista de Mason sobre la esclavitud. Una biografía en dos volúmenes (1892) de Kate Mason Rowland, a quien Broadwater señaló que era «una simpática escritora sureña que vivió durante el apogeo de las leyes Jim Crow» (que propugnaban la segregación racial), negó que su antepasado Mason hubiera sido «un abolicionista en el sentido moderno de la palabra». Señaló que Mason «lamentaba» la existencia de la esclavitud y estaba en contra de la trata de esclavos, pero que prefería que la esclavitud estuviese protegida en la Constitución federal. En 1919, Robert C. Mason publicó una biografía de su antepasado y afirmó que George Mason «accedió a liberar a sus propios esclavos y fue el primer abolicionista conocido»; asimismo, rechazó firmar la Constitución federal porque, entre otras cosas, «tal como estaba entonces[,] no podía abolir la esclavitud ni preparar su extinción gradual». En 1961, Rutland afirmó que, en los últimos días de Mason, «solo la coalición [entre Nueva Inglaterra y el sur profundo de la Convención Constitucional] en Filadelfia[,] que había negociado cualquier esperanza de eliminar la esclavitud[,] dejó un residuo de disgusto». Catherine Drinker Bowen, en su libro de 1966 sobre la Convención Constitucional (Miracle at Philadelphia), sostuvo que Mason creyó que los esclavos eran ciudadanos y era «un ferviente abolicionista antes de que la palabra fuera acuñada».
Otros tomaron una perspectiva más diversa. Copeland y MacMaster consideraban que las opiniones de Mason son similares a las de otros virginianos de su clase: «La experiencia de Mason con el trabajo esclavo le hacía odiar la esclavitud, pero su gran inversión en la posesión de esclavos le hacía difícil despojarse de un sistema que despreciaba». Según Wallenstein, «sea cual fuera su retórica ocasional, George Mason era —si hay que escoger— proesclavitud, no antiesclavitud. Actuó en favor de los esclavistas de Virginia, no de los esclavos de Virginia». Broadwater señaló que «Mason siempre expresó su desaprobación de la esclavitud. Su ataque de 1787 a la esclavitud se hace eco de un discurso similar a la Convención de Virginia de 1776. Su conducta era otra cuestión».
Según Wallenstein, los historiadores y otros escritores «han tenido serias dificultades para enfrentarse a Mason en su contexto histórico y han mezclado la historia de maneras relacionadas, engañándose mutuamente y siguiendo los errores del otro». Parte de esto se debe a la confusión de las opiniones de Mason sobre la esclavitud, como la de su deseo de prohibir el tráfico de esclavos africanos, algo a lo que, sin lugar a dudas, se opuso y luchó por cumplir. Su historial político es variado: Virginia prohibió la importación de esclavos del exterior en 1778 cuando Mason estaba en la Cámara de Delegados; en 1782, después de regresar a Gunston Hall, se promulgó una ley que permitía la manumisión de esclavos adultos lo suficientemente jóvenes para sostenerse por su cuenta (no mayores de 45 años), pero una propuesta —apoyada por Mason— de obligar a los libertos a abandonar Virginia un año después de su liberación o ser vendidos en una subasta fue rechazada. Broadwater agregó: «Mason debió haber compartido los temores de Jefferson y otros incontables blancos sobre que los hombres blancos y los negros libres no podrían vivir juntos».
Los delegados en la convención de Richmond —como George Nicholas, partidario de la ratificación— señalaron la contradicción de querer proteger la posesión de esclavos y oponerse a la trata de estos. Mason declaró que la esclavitud «está lejos de ser una propiedad deseable[, p]ero nos supondrá grandes dificultades e infelicidad ser privados de esta».

## Monumentos y homenaje póstumo

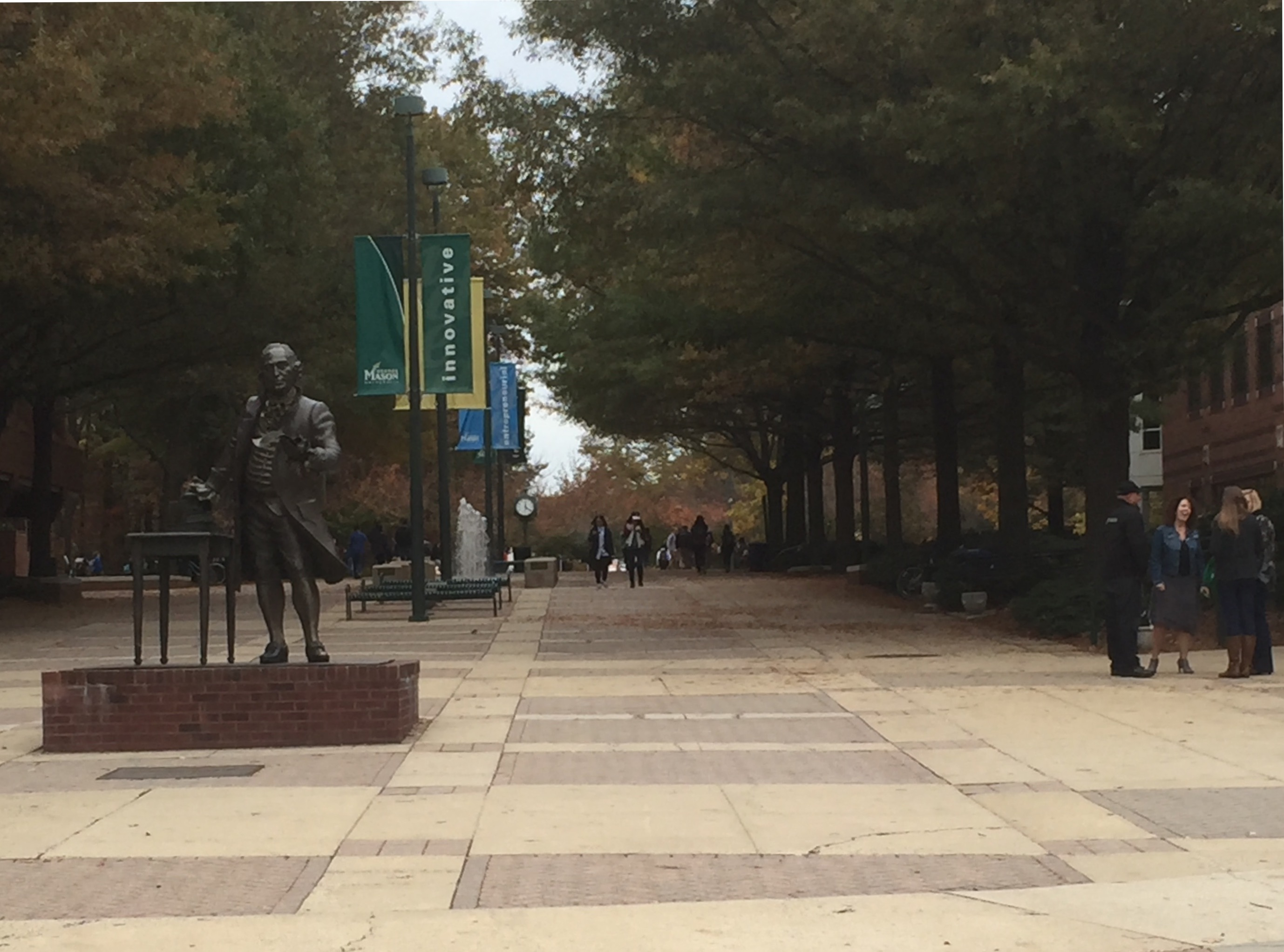
Estatua de Mason en el campus de la universidad que lleva su nombre (noviembre de 2015).

En el condado de Fairfax existen varios sitios en memoria a George Mason. La finca Gunston Hall, donada a la Mancomunidad de Virginia por su último propietario privado, ahora está «dedicada al estudio de George Mason, su hogar y jardín y su vida en Virginia del siglo XVIII». La Universidad George Mason, ubicada en la ciudad de Fairfax, anteriormente era el George Mason College de la Universidad de Virginia, fundado en 1959 y que recibió su denominación actual e independencia administrativa en 1972. Un hito importante en el campus de Fairfax es una estatua de George Mason por Wendy M. Ross, que representa su primer borrador de la Declaración de Derechos de Virginia.
El puente memorial George Mason, uno de los puentes de la 14.ª calle, conecta Virginia septentrional con Washington D. C. El monumento a George Mason en West Potomac Park en Washington, también con una estatua de Ross, fue dedicado el 9 de abril de 2002.
Mason fue honrado en 1981 por el Servicio Postal de los Estados Unidos con un sello postal de 18 centavos de la serie Great Americans. También aparece en un bajorrelieve dedicado a 23 grandes legisladores en la Cámara de Representantes. La imagen de Mason se encuentra arriba y a la derecha de la silla del presidente; junto a Jefferson, son los únicos estadounidenses presentes.

## Legado y crítica histórica
Según Miller, «la sucesión de constituciones del Nuevo Mundo —la de Virginia, con Mason como su principal redactor, fue la primera— declaró que la fuente de la autoridad política era el pueblo[, ...] así como establecer lo que un gobierno tenía derecho a hacer; la mayoría de estas [constituciones] fueron precedidas por una lista de derechos individuales de los ciudadanos[, ...] derechos cuya conservación era la principal razón de ser del gobierno. Mason escribió la primera en estas listas». Diane D. Pikcunas —en su artículo preparado para el bicentenario de la Declaración de Derechos de Estados Unidos— concluyó que Mason «hizo de la declaración de derechos su cruzada personal». Tarter consideró que Mason «[es] celebrado como un campeón del orden constitucional y uno de los padres de la Carta de Derechos». La jurista Sandra Day O'Connor concuerda en que «la mayor contribución de George Mason a la ley constitucional actual fue su influencia en nuestra Carta de Derechos».

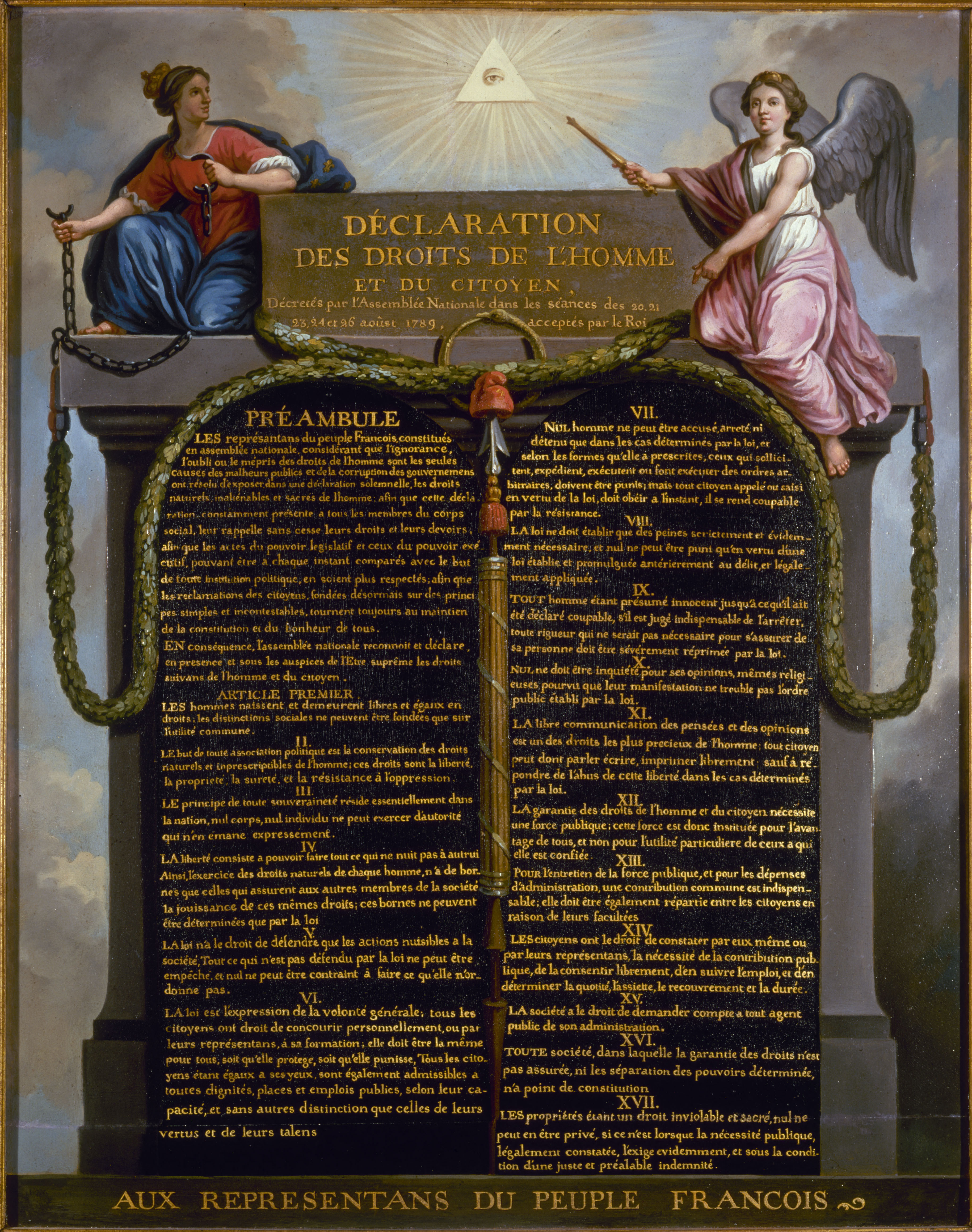
La Declaración de los Derechos del Hombre y del Ciudadano fue escrita por el marqués de La Fayette, con la influencia de Jefferson y sobre la base de los ideales codificados de Mason.

El legado de Mason se extendió al extranjero —incluso en vida— y, aunque nunca visitó Europa, sus ideales lo hicieron. La Declaración de los Derechos del Hombre y del Ciudadano del marqués de La Fayette fue escrita bajo la influencia de Jefferson, el embajador estadounidense en Francia, en los primeros días de la Revolución francesa. Según el historiador R. R. Palmer, «de hecho[,] hubo un paralelo notable entre la Declaración francesa y la Declaración de Virginia de 1776». Otro estudioso, Richard Morris, coincidió que, al considerar la semejanza entre los dos textos, «demasiado parecidos como para ser coincidencia», «el estadista de Virginia, George Mason, podría haber iniciado una denuncia de plagio».
Donald J. Senese —en la conclusión de la colección de ensayos sobre Mason publicada en 1989— señaló que varios factores contribuyeron al olvido de Mason en el siglo después de su muerte. Mason murió poco después de que la Constitución federal entrara en vigor y no tuvo ambiciones para un cargo federal, ni siquiera un asiento en el Senado. No dejó documentos personales extensos, autobiografía (a diferencia Franklin) o diario (al contrario de Washington o John Adams). Al momento de morir, Washington tenía documentos reunidos en 100 volúmenes, pero de Mason, con muchos documentos perdidos por el fuego, solo sobreviven tres. Mason luchó por el bando perdedor, tanto en Filadelfia como en Richmond, lo que le dejó como un derrotado «en una historia escrita por los ganadores». Incluso sus discursos en la Convención Constitucional sobreviven a través de la pluma de Madison, un partidario de la ratificación. Después de la convención de Richmond, Mason fue —según Senese— «un profeta sin honor en su propio país».
De acuerdo con Tarter, el creciente escrutinio de la vida Mason que ha acompañado a su ascenso desde la oscuridad ha significado que «su papel en la creación de algunos de los textos más importantes de la libertad estadounidense no sea tan claro como parece». Rutland sugirió que Mason solo mostró «una preocupación tardía por los derechos personales de los ciudadanos». Enfocándose en el disentimiento de Mason hacia la Constitución federal, Miller señaló a la negociación interseccional sobre las leyes de navegación y el comercio de esclavos, ya que «Mason perdió en ambas votaciones y la doble derrota se reflejó en su actitud a partir de entonces». Wallenstein llegó a la conclusión de que «los intereses personales y económicos del estado natal de Mason tuvieron prioridad sobre una carta de derechos».
Cualesquiera que fueran sus motivaciones, Mason demostró ser un firme defensor de una carta de derechos cuyas Objeciones ayudaron a lograr. Rutland argumentó que «desde la frase inicial de sus Objeciones hasta la Carta de Derechos que James Madison ofreció en el Congreso dos años más tarde, el mensaje es tan directo que podemos decir que Mason forzó la mano de Madison. Los partidarios federalistas de la Constitución no pudieron superar a la protesta causada por la frase de Mason: “No hay declaración de derechos” ». O'Connor afirma que «Mason perdió su batalla contra la ratificación[, ... pero] sus ideales y actividades políticas han influido significativamente en nuestra jurisprudencia constitucional». Sobre esto, Wallenstein concluyó que:

A provincial slaveholding tobacco planter took his turn as a revolutionary. In tune with some of the leading intellectual currents of the Western world, he played a central role in drafting a declaration of rights and the 1776 Virginia state constitution. For his own reasons, he fought against ratifying the handiwork of the 1787 Philadelphia convention ... Two centuries later, perhaps we can come to terms with his legacy—with how far we have come, how much we have gained, whether because of him or despite him, and, too, with how much we may have lost. Surely there is much of Mason that we cherish, wish to keep, and can readily celebrate.
Un hacendado provinciano de tabaco y esclavista ocupó un lugar como revolucionario. En sintonía con algunas de las principales corrientes intelectuales del mundo occidental, desempeñó un rol central en la redacción de una declaración de derechos y la constitución estatal de Virginia en 1776. Por razones personales, luchó contra la ratificación de la obra de la convención de Filadelfia de 1787. [...] Dos siglos más tarde, tal vez podamos llegar a un acuerdo sobre su legado —con lo lejos que hemos llegado, cuánto hemos ganado, ya sea por él o a pesar de él y, también, con lo mucho que hemos perdido—. Seguramente hay mucho de Mason que apreciamos, deseamos guardar y podemos celebrar de buena gana.